# Chute de la dictature de Primo de Rivera

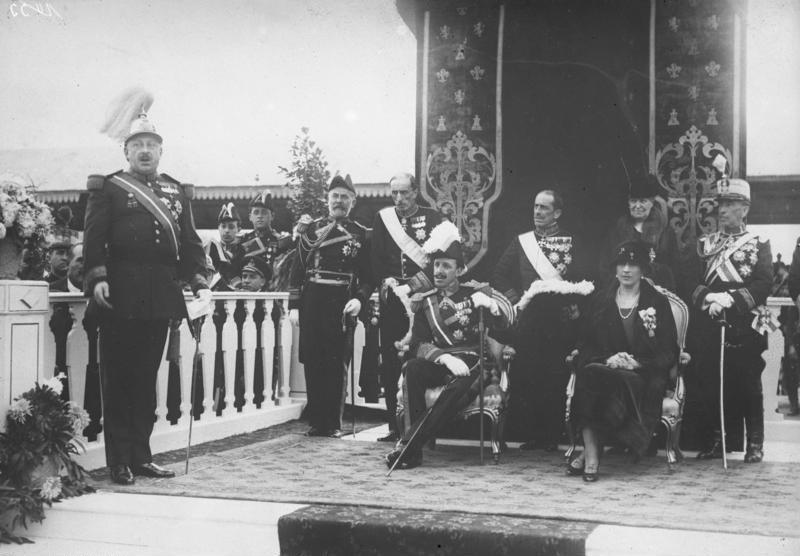
Le général Primo de Rivera prononce un discours devant le couple royal en 1927, lors de la commémoration du 25Ème anniversaire de l'accession au trône d'Alphonse XIII.

La chute de la dictature de Primo de Rivera a lieu le 28 janvier 1930, lorsque le général Miguel Primo de Rivera présente sa démission au roi d'Espagne Alfonso XIII, qui l'accepte, ouvrant la voie à une nouvelle dictature éphémère dirigée par le général Dámaso Berenguer, qui débouche sur la proclamation (es) de la Seconde République à l'issue d'Élections municipales en avril 1931 dont les résultats sont interprétés comme un désaveu pour la Monarchie.
Cette chute est le fruit d'un processus entamé plusieurs mois auparavant, bien que les interprétations divergent dans l'historiographie.
L'historienne Genoveva García Queipo de Llano situe le début du déclin de la dictature au milieu de l'année 1928, fruit de la conjugaison de plusieurs facteurs : aggravation du diabète dont souffrait le dictateur — et qui provoquerait son décès peu de temps après avoir quitté le pouvoir — ; incapacité de la dictature à établir un nouveau régime ; protagonisme croissant de l'opposition politique, rejointe par un secteur de l'Armée à l'origine de l'organisation de plusieurs conspirations contre le régime. Ángeles Barroso place le début de la décadence du régime un peu plus tôt, à la fin de 1927, lorsqu'avec la constitution de l'Assemblée nationale consultative (es), il devint clair que Primo de Rivera, malgré le fait qu'il avait présenté dès le début son régime comme « temporaire », n'avait en réalité nulle intention de revenir à la situation d' avant le coup d' État de septembre 1923.
Pour sa part, Alejandro Quiroga place le début de la crise aussi tard qu'en janvier 1929, date à laquelle a lieu la tentative de coup d'État dirigée par José Sánchez Guerra qui, malgré son échec, « réussit à montrer les coutures d'un régime avec moins de soutien qu'il ne s'en vantait. » « En vérité jusqu'au début de 1929, rien n'indiquait que le régime primoriverista était en crise », ajoute-t-il. Selon Francisco Alía Miranda (es), « Depuis le soulèvement de janvier 1929, les choses n'étaient plus les mêmes pour la dictature. Primo de Rivera lui-même l'avouerait après sa démission au journal de Buenos Aires La Nación : « [...] cela me fit l'impression décourageante que l'Armée, qui avec tant de justesse, de fidélité et de civisme avait été du côté de la dictature, s'en distanciait. »

## Perte de soutien: rupture de «l'alliance de 1923»
Les secteurs sociaux et politiques qui avaient initialement apporté leur soutien à la dictature — formant « l'alliance de 1923 », comme l'a appelée Shlomo Ben Ami — s'en sont peu à peu retirés : nationalismes périphériques, voyant que la dictature n'avait pas tenu ses promesses concernant « décentralisation » et finit par dissoudre la Mancomunitat de Catalogne ; les organisations patronales mécontentes de l'influence accrue de l'UGT ; secteurs intellectuels et universitaires qui abandonnèrent leur « attente bienveillante », déçus de son « régénérationnisme » conservateur ; divers groupes sociaux et politiques libéraux qui ont vu comment la Dictature entendait se perpétuer au pouvoir, rompant sa promesse d'être un « régime provisoire », etc. De même, la perte progressive de soutien social et politique, fit que le roi, commençât « à considérer que peut-être la Couronne courait un risque si elle restait liée à la figure du dictateur. »

### Patronat
La politique économique protectionniste et interventionniste de la dictature porta atteinte aux intérêts de certains secteurs économiques qui, pour cette raison, lui retirèrent progressivement leur soutien. Ce fut le cas des propriétaires du secteur de l'agriculture d'exportation qui se plaignaient de la politique de tarifs élevés parce qu'elle nuisait au commerce d'huile, de vin et d'oranges — c'est ce qu'avait déclaré, par exemple, la Chambre de commerce de Valence dès octobre 1923. Ou encore celui des commerçants, puisque la politique protectionniste signifiait des prix élevés sur le marché intérieur, ce qui limitait leur volume d'activité et réduisait leurs profits — Primo de Rivera leur avait reproché la hausse des prix, l'attribuant au « luxe excessif » de leurs commerces,
Les petites et moyennes entreprises protestèrent également contre la politique interventionniste qu'elles considéraient destinée à favoriser les grandes entreprises et entreprises monopolistiques, nuisant également au consommateur car « la libre concurrence est une condition essentielle pour une production de meilleure qualité et moins chère », comme l'avait déclaré le Conseil supérieur des chambres de commerce, de l'industrie et de la navigation fin 1925, et le réitéra au début de 1929 : « Le gouvernement a depuis longtemps abandonné sa fonction harmonisatrice. Il envahit désormais un terrain qui, en raison des exigences naturelles de la vie économique, devrait rester fermé à toute intervention officielle. » La Confederación Gremial Española (« Confédération corporatiste espagnole »), association des petits producteurs qui avait soutenu avec enthousiasme le coup d'État de Primo, critiqua également « les actions des comités régulateurs de la production nationale » et « l'octroi de monopoles, de quelque nature qu'ils soient » puisque « ce n'est qu'avec une liberté absolue dans l'établissement des affaires que l'on stimulera l'initiative individuelle et que l'on poussera à l'amélioration de la production ».

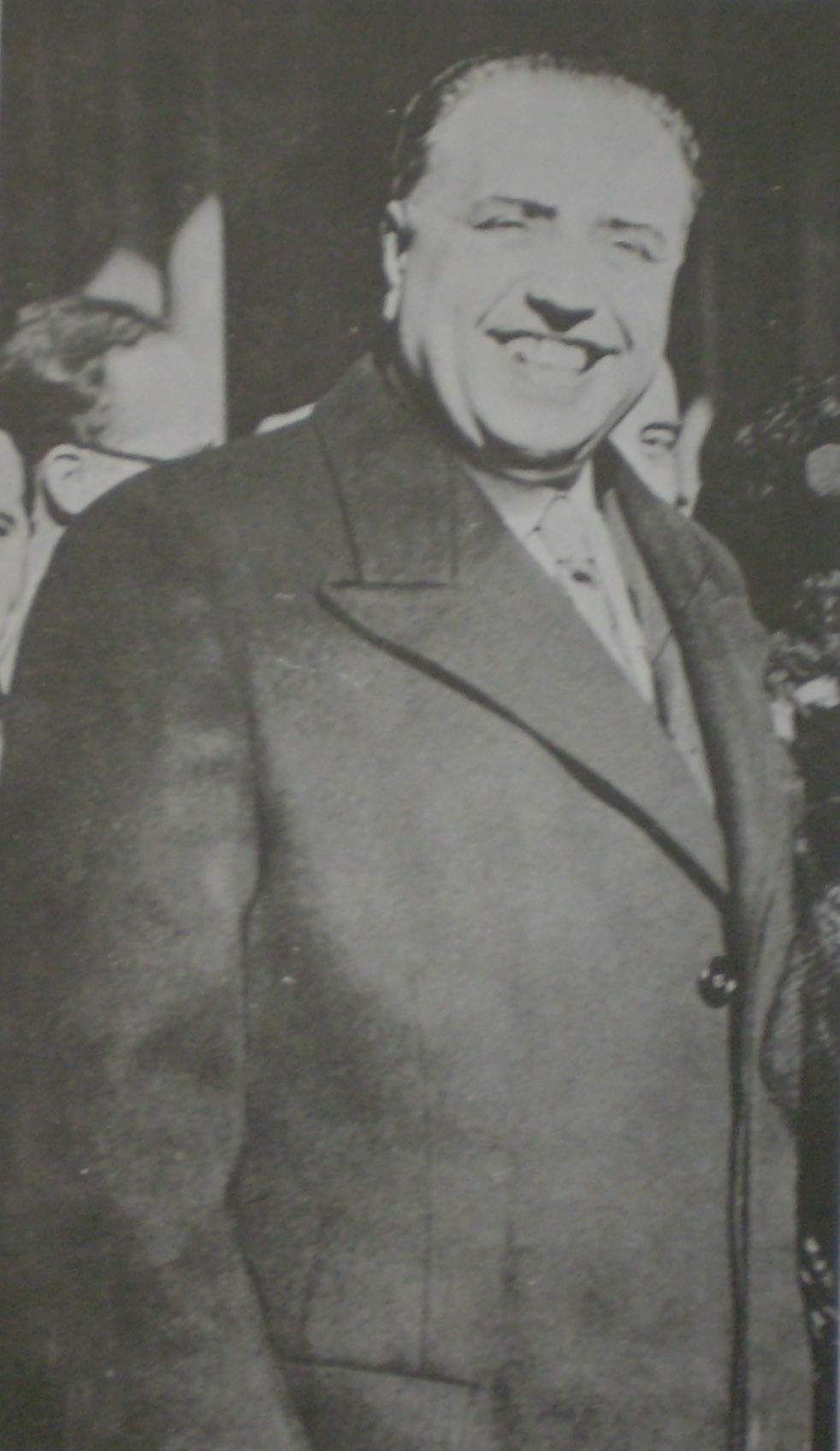
Eduardo Aunós, ministre du Travail et principal promoteur de l'.

L'augmentation des impôts, « obstacle au développement normal de la production », selon le patronat, et les mesures contre la fraude fiscale, comme l'obligation de tenir un « livre quotidien de ventes », firent également l'objet de protestations. Une organisation patronale se plaignit que c'était « un cauchemar permanent pour les commerçants et les industriels d'être présentés comme les seuls fraudeurs au Trésor public », alors qu'ils étaient ceux qui avaient reçu tout le « poids de la réforme fiscale. » Les grandes entreprises se plaignaient également des impôts élevés et, en 1929, commencèrent également à critiquer la politique économique interventionniste, qui leur avait tant bénéficié jusque-là, en raison de la charge fiscale qu'elle supposait.
Le régime fit face à une opposition, encore supérieure de la part des patrons et des hommes d'affaires, à sa politique sociale, qui selon eux avait « multiplié les avantages de la législation sociale » et se faisait à leurs dépens, étant donné qu'ils se voyaient contraints de payer plus d'impôts pour la financer. Les Comités paritaires de l'Organisation corporative nationale (es) firent l'objet d'une dure campagne adverse de la part des associations patronales qui réclamaient leur élimination ou leur réforme, à laquelle la presse conservatrice et catholique participa activement, surtout lorsque ces secteurs perçurent que les grands bénéficiaires du système corporatiste, qu'ils avaient toujours défendu n'étaient pas les syndicats libres mais les socialistes de l'UGT. Les employeurs se plaignaient que les commissions paritaires ne fussent pas des organes exclusivement dédiés à la conciliation et à l'arbitrage, mais traitaient de questions qui jusqu'alors avaient été le monopole des employeurs, comme la discipline ou l'organisation du travail. Ils allèrent jusqu'à dire que dans les commissions paritaires « on couve à l'heure actuelle la lutte de classe la plus grave de notre histoire ». Le ministre du Travail Eduardo Aunós répondit que les commissions paritaires étaient un instrument clé de la « révolution d'en haut » de Primo de Rivera, la seule qui pouvait éviter « une révolution catastrophique et anarchique d'en bas », dont les principales victimes seraient les classes propriétaires.

### Armée: tentatives de putsch et rébellion de l'Artillerie
L'unité montrée par l'Armée lors du coup d'État de Primo de Rivera dès qu'il avait obtenu le soutien du roi, ne dura pas longtemps et la perte du soutien militaire fut une des clés de la chute de la dictature,. « Lorsque l'ordre social ne fut plus immédiatement menacé, que le problème marocain eut été résolu et que le roi commença à montrer des signes inéquivoques de mécontentement à l'égard de la dictature, une aliénation croissante des forces armées à l'égard de Primo de Rivera devint évidente ». La politique militaire de la dictature y était pour beaucoup, ce qui « aboutit à des résultats chaotiques et contradictoires » comme dans les problèmes au Maroc — en défendant d'abord la position « abandonniste », soutenue par les junteros militaires et mise en cause par les militaires africanistes (es), puis l'interventionniste, défendu par les seconds et critiqué par les premiers — et dans la politique de promotion, devenue « un règne de la contradiction et de l'arbitraire. »
Ainsi, « à partir de septembre de 1925 toute la politique militaire de la dictature, depuis le développement de la guerre au Maroc avec le débarquement d'Al Hoceïma jusqu'aux changements dans les systèmes de promotions, supposait le triomphe de l'esprit et du modèle de l'armée africaniste su la juntera, réouvrant et aggravant cet affrontement. »

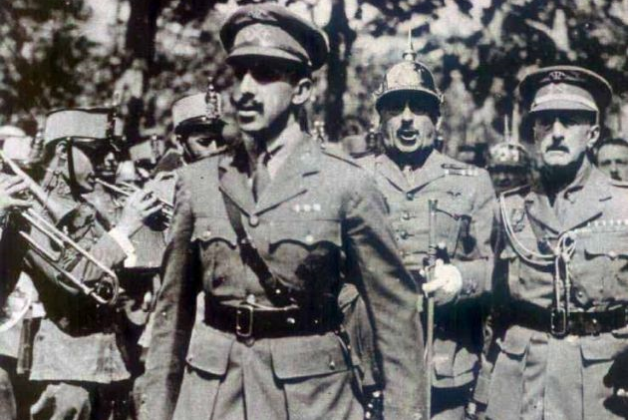
Le roi Alphonse XIII, en uniforme de capitaine général, passant ses troupes en revue. Derrière lui se trouve le dictateur Primo de Rivera et à sa gauche le général Joaquín Milans del Bosch, capitaine général de Catalogne et, plus tard, chef de la Maison militaire du roi.

La gestion des promotions avait toujours été une question très controversée, notamment dans l'arme d'infanterie, puisque les junteros défendaient que seule l'ancienneté soit prise en compte, tandis que les africanistes revendiquaient la prise en compte des mérites de guerre. La dictature prit rogressivement le contrôle du Conseil de classification des généraux et des colonels, si bien que c'est Primo de Rivera qui décidait en dernier lieu des promotions, récompensant les militaires le soutenant et punissant ceux qui étaient critiques. Un décret royal du 4 juillet 1926 établit qu'il n'était pas nécessaire de communiquer les raisons pour lesquelles certains chefs et officiers n'avaient pas été promus et toute possibilité de recours leur était de plus refusée. L'arbitraire qui en résulta dans les promotions — qui devint manifeste surtout après le débarquement d'Al Hoceima, qui fut à l'origine d'une vague de promotions au mérite — motiva la prise de distance de certains chefs et officiers qui commencèrent à conspirer contre la dictature en prenant contact avec des politiciens des partis du turno évincés du pouvoir par l'instauration de la dictature. « Beaucoup de mémoires et d'ouvrages politiques écrits par des militaires au cours de ces années et des suivantes laissent entrevoir des griefs personnels, plutôt qu'un militantisme anti-dictatorial fondé sur de profondes convictions idéologiques », explique González Calleja.
«La concentration de pouvoir dans les mains du marquis d'Estella (quelque chose d'habituel dans sa manière de gouverner) et son arbitraire au moment de l'exercer (également un classique primorriverista), décrétant des ascensions fulgurantes au sein de l'Armée, généralament d'africanistes, menèrent de nombreux généraux et colonels à se positionner progressivement contre le dictateur. »
Dans ce contexte d'affrontements internes, le 20 février 1927 fut décrété le rétablissement de l'Académie militaire générale, qui avait déjà existé à Tolède entre 1882 et 1893, dans le but non seulement d'améliorer la formation des officiers, mais aussi de rétablir « l'unité de la famille militaire en favorisant la camaraderie », selon Eduardo González Calleja. Le même historien interprète la nomination du général Franco à sa direction « comme un geste de réconciliation avec les africanistes, obtenue après les opérations de l'été 1925. » Ainsi, la nomination de Franco à la tête de l'Académie « ne fit que confirmer le biais africaniste du dictateur aux yeux de nombreux chefs et officiers péninsulaires proches des Juntas,. »

Armoiries de l', qui fut fermée sur ordre de Primo de Rivera durant son conflit avec le corps des artilleurs.

Le principal conflit militaire auquel la Dictature dut faire face est la rébellion de l'arme d'artillerie, qui s'opposa à la suppression, par un décret royal du 9 juin 1926, des promotions à l'ancienneté, qui régissaient ce corps ainsi que le reste des corps plus techniques de l'armée — ingénieurs et médecine militaire —. Les protestations furent immédiates et remontèrent au roi, à qui on demanda la dérogation du décret et le renvoie de Primo de Rivera. Le roi agit et le dictateur fut contraint de parvenir à un accord verbal avec les artilleurs ; l'accord était également motivé par le souhaiter d'éviter que les artilleurs se joignent au coup d'État que préparait le général Aguilera qui serait connu sous le nom de Sanjuanada : les promotions au mérite ne seraient accordées qu'exceptionnellement et pourraient faire l'objet de recours devant la troisième chambre du Tribunal suprême.
Cependant, la trêve ne dura qu'un mois car le gouvernement, une fois surmonté le danger de la Sanjuanada, approuva un décret royal le 26 juillet 1926 octroyant le pouvoir d'accorder des promotions « spéciales » dans certaines circonstances, ce qui suscita de nouvelles protestations des artilleurs. Le 4 septembre, les chefs et officiers actifs entreprirent de se reclure volontairement dans leurs casernes. Le lendemain, Primo de Rivera décréta l'état de guerre dans toute l'Espagne, ferma l'Académie d'artillerie de Ségovie et suspendit de leurs emplois, de leurs salaires et de leurs autres avantages tous les officiers actifs (environ 1 200), à l'exception de ceux qui étaient affectés au Maroc, en même temps qu'il prenait le contrôle des parcs d'artillerie. Ces mesures signifiaient la dissolution de facto du corps d'artillerie et bénéficiaient d'un total soutien du roi. Les artilleurs finirent par céder et en décembre ils furent rétablis dans leurs fonctions après avoir accepté la réforme et s'être engagés à être fidèles au roi et au gouvernement. Cependant, « l'indignation contre le régime et le roi fut durable », puisque les artilleurs participèrent désormais à tous les complots contre la dictature, comme celui qui éclata à Ciudad Real et à Valence au début de 1929. Après l'échec de celui-ci, Primo de Rivera dissolut à nouveau le corps d'artillerie et ferma définitivement l'Académie d'artillerie de Ségovie, ce qui  contribua à éloigner davantage encore les artilleurs du régime.
Bien que le roi prêtât son soutien à Primo de Rivera, le conflit avec les artilleurs détériora gravement la relation entre les deux hommes, puisque lorsque le monarque tenta de joue le rôle d'intermédiaire, Primo s'y opposa radicalement, en menaçant de démissionner et en rappelant au roi que l'Armée était sous son propre commandement,,. D'autre part, l'acceptation par le roi de la dissolution du corps d'artillerie fut interprétée par ses membres comme une connivence entre le roi et le dictateur. Le conflit avec les artilleurs joua un rôle fondamental, en mettant progressivement le monarque en porte-à-faux avec ce secteur de l'Armée. D'autre part, la dissolution éloigna également de la dictature d'importants secteurs de l'aristocratie, atterrés devant la fermeture d'un corps dont un grand nombre de membres étaient de nobles, et les autres corps régit par le barème fermé comme ceux du génie et de la médecine.
Il y a eu deux tentatives de coup d'État pour évincer Primo de Rivera du pouvoir et revenir au système constitutionnel. Au premier, connu sous le nom de Sanjuanada car il était prévu pour le 24 juin 1926, contribuèrent les généraux libéraux Weyler et Aguilera, ainsi que des membres éminents de la « vieille politique » comme Melquíades Álvarez, qui rédigea le manifeste A la Nación y al Ejército de Mar y Tierra, (« À la Nation et à l'Armée de Mer et de Terre »). L'officier servant de lien avec les anarchistes était Fermín Galán — qui mènerait le soulèvement de Jaca contre la dictature de Berenguer, en décembre 1930. « L'indécision, la composition hétéroclite des conspirateurs — une mosaïque, selon les mots du dictateur — et le manque d'objectifs clairs et concrets conduisit à l'échec de la Sanjuanada. » En réaction, le dictateur imposa une multitude d'amendes aux conspirateurs.
La deuxième tentative de coup d’État eut lieu en janvier 1929 et eut pour principaux épicentres Valence et Ciudad Real. Ses leaders civil et militaire étaient respectivement le politicien conservateur José Sánchez Guerra et le général Eduardo López Ochoa, bien que son véritable cerveau fût Miguel Villanueva,, .Les artilleurs furent les protagonistes du soulèvement à Ciudad Real. Ils en prirent le contrôle avec une grande facilité, mais renoncèrent lorsqu'ils se rendirent compte qu'ils étaient seuls, puisqu'aucune des garnisons impliquées ne s'était jointe au pronunciamiento, ,. Malgré cet échec, « la nouvelle du soulèvement des artilleurs de La Manche fut publiée dans les plus importants journaux nationaux et internationaux, » révélant un climat troublé à l'intérieur du pays et jetant un discrédit sur le pays à l'étranger. Les tribunaux, qui imposèrent des peines légères et même acquittèrent certains conspirateurs, y compris Sánchez Guerra lui-même, « donnèrent le coup de grâce au dictateur. »
Primo de Rivera décida de punir les artilleurs pour la participation de certains d'entre eux au coup d'État ; au conseil des ministres du 19 février présidé par le roi, un décret fut approuvé dissolvant le corps une nouvelle fois. « Le roi, partisan de mesures moins drastiques et plus clémentes, s'y opposa ; mais, après une longue discussion, il finit par signer le décret. » Un général artilleur monarchiste écrivit dans une lettre à Primo de Rivera : « Plusieurs générations doivent passer avant que les artilleurs oublient ce que le roi leur a promis sans l'accomplir ». Un autre artilleur, Antonio Cordón (es), républicain celui-ci, écrivit dans ses mémoires : « L'indignation des artilleurs contre Primo de Rivera s'étendit également au souverain, puisque la majorité, y compris de nombreux monarchistes, croyaient que le roi n'aurait pas dû signer le décret., »
Les tentatives de coups d'État étaient une nouveauté que la dictature elle-même avait légitimées — il était licite de recourir à la force militaire (l'ancien pronunciamiento) pour renverser un gouvernement et changer un régime — et « en ce sens, la dictature fut comme un retour à politique du XIXe siècle », affirme Santos Juliá. Comme l'écrit Javier Moreno Luzón, « la victoire du coup de 1923, validée par Alphonse XIII, avait rouvert la boîte de Pandore, puisqu'elle légitimait l'emploi de la violence, ou des menaces armés, dans le but de perturber la situation politique. Ainsi faisaient leur retour, avec des actualisations propres du XXe siècle, les habitudes insurrectionnelles du XIXe siècle, écartées — ou du moins diminuées — pendant les presque 50 ans de Restauration. » 
En réalité, la tentative de coup d'État de janvier 1929, en dépit de son échec, « montra à tout le pays que Primo n'avait pas le contrôle total de l'Armée, quand bien même il s'en vantait ». Cela se trouva confirmé lorsque le Conseil supérieur de la Guerre et de la Marine réduisit les peines initiales et annula les condamnations à mort et à perpétuité prononcées par une cour martiale contre les artilleurs de Ciudad Real, et plus encore lorsqu'en octobre 1929 le tribunal militaire acquitta José Sánchez Guerra, arguant que ses actions étaient licites parce qu'elles étaient dirigées contre un régime illicite,, ce qui entraîna la fureur du dictateur.
D'autre part, les frictions internes « encouragèrent le processus de radicalisation d'un secteur minoritaire de l'armée », surtout après le coup d'État manqué de janvier 1929 dirigé par Sánchez Guerra,. En mai, le général Weyler, directement impliqué dans celui-ci, écrivait au leader socialiste Indalecio Prieto qu'il fallait « agir sans hésitation ni faiblesse » contre « la réaction [qui] nous tient immobilisés ». « L'état des choses en Espagne me désespère. Je déclare que je n'ai jamais connu une menace aussi féroce et tenace contre notre vision démocratique », ajoutait-il. Peu de temps après, un groupe d'officiers, parmi lesquels se trouvaient Ramón Franco, Juan Hernández Sarabia, Arturo Menéndez, Fermín Galán et Ángel García Hernández — ces deux derniers menèrent le soulèvement de Jaca ; Les trois premiers occupèrent des postes importants durant la Seconde République — fonda la clandestine Union militaire républicaine. Le manifeste qu'ils rendirent public affirmait : « Nous voulons aller à une République essentiellement démocratique à travers un mouvement populaire soutenu par l'Armée. »
José Luis Gómez-Navarro Navarrete souligne que « le résultat des politiques militaire de la dictature et de l'implication d'Alphonse XIII dans celles-ci, que ce soit de manière active et [en tant que] protagoniste, ou en tant qu'ultime responsable politique du régime et avec le pouvoir de signer ou non les décrets qui lui étaient soumis, eut des conséquences létales sur les relations entre Alphonse XIII et les forces armées [...] La figure du roi-soldat, le roi défenseur des forces armées, en fut pulvérisée pour ces secteurs [sinistrés par la politique militaire de Primo de Rivera] tout au long de la dictature. Ainsi, ces secteurs de l'armée dérivèrent d'un sentiment anti-dictatorial vers un autre anti-monarchiste, ou du moins anti-Alphonsin. [...] En 1923 l'armée était relativement unie, quoique fragilement, et au service du roi. Au contraire, en 1930, l'armée souffrait d'une profonde division et d'importants secteurs de celle-ci se sentaient très éloignés de la monarchie et certains luttaient même déjà ouvertement pour le républicanisme. Cette transformation fut, sans aucun doute, l'effet de la dictature. »

### Rébellion universitaire
Les premières manifestations étudiantes eurent lieu au printemps 1925, promues par l'Union libérale des étudiants  (ULE) récemment créée, qui regroupait des étudiants républicains. L'incident le plus grave fut protagonisé par les étudiants de l'École d'ingénieurs agricoles, dirigés par Antonio María Sbert, qui boycottèrent un acte présidé par le roi en signe de protestation parce que Primo de Rivera avait rejeté une demande qu'ils souhaitaient lui présenter car elle n'était pas faite « selon la voie réglementaire ». En réaction, le dictateur expulsa Sbert de l'école et le confina à Cuenca.

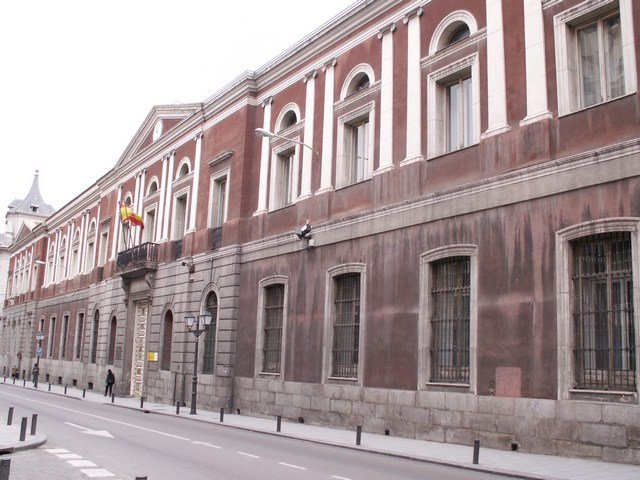
Bâtiment de l'ancienne université centrale de Madrid, dans la.

À la fin de 1926, Sbert et deux autres étudiants créèrent à Madrid la Federación Universitaria Escolar (FUE), comme une alternative à l'Association des étudiants catholiques (AEC), jusqu'alors hégémonique. La FUE convoqua sa première grève importante en mars 1928 pour protester contre l'enquête ouvert sur le professeur Luis Jiménez de Asúa au motif d'une conférence qu'il avait donnée à l'université de Murcie sur le contrôle de la natalité. Le mouvement le plus important promu par la FUE fut la protestation contre la dite loi Callejo promulguée en mai 1928, dont l'article 53 autorisait la délivrance de diplômes universitaires aux deux centres d'enseignement supérieur privés existant en Espagne à l'époque, tous deux appartenant à l'Église catholique — les Augustins d'El Escorial, et les Jésuites de Deusto,, —. Comme le souligne Eduardo González Calleja, il s'agissait d'« une réponse d'autodéfense des étudiants destinés à devenir des professionnels libéraux contre la pléthore de diplômés venant des établissements d'enseignement confessionnels. »

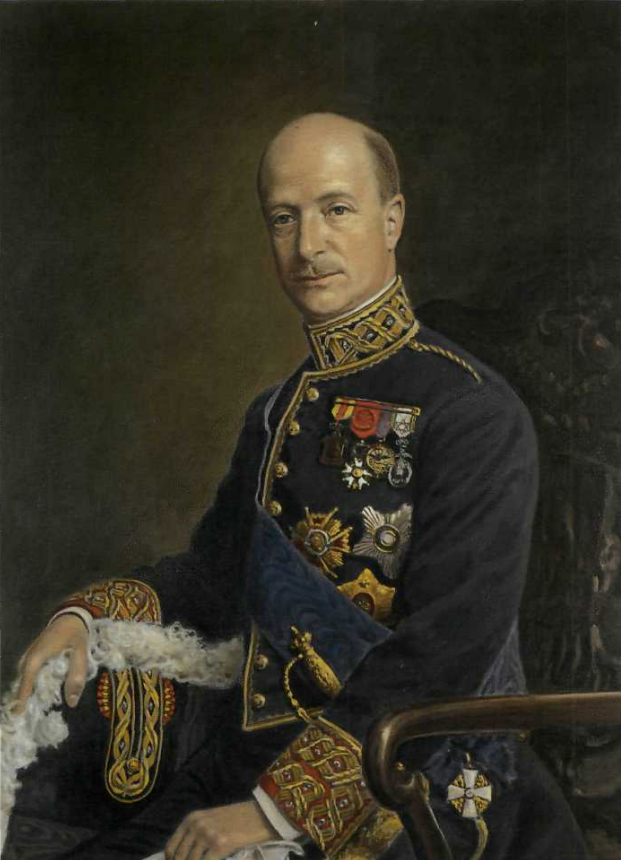
Eduardo Callejo de la Cuesta, ministre de l'Instruction publique, promoteur de ce que la dénommée loi Callejo, qui provoqua des protestations estudiantines mobilisées par la FUE.

La protestation contre la loi Callejo s'intensifiée en 1929 — cette année-là, 60 000 étudiants étaient inscrits alors qu’en 1923 ils n'étaient que 22 000. De fait, « la reprise de la révolte universitaire en mars 1929 fut le premier acte majeur de l'opposition au régime après la tentative de Ciudad Real et de Valence. » Le 27 février, une assemblée d'associations étudiantes appela à la grève pour le 7 mars. Le gouvernement répliqua en expulsant de l'enseignement supérieur espagnol le leader de la FUE, Sbert, ce qui encore enflamma les esprits. À la date prévue, eurent lieu des troubles et manifestations de rue qui eurent un grand impact sur l'opinion publique, car elles étaient les premières organisées à l'intérieur de l'Espagne contre la dictature et la monarchie. Les étudiants envahirent les facultés, détruisirent les effigies du roi — qu’ils surnommèrent ironiquement « Alphonse l'universitaire » ou « Alphonse le Sage » — et brandirent le drapeau rouge de la FUE tout en affrontant la police avec des jets de pierres. Un graffiti « À louer » fut apposé sur la façade du palais royal, et une statue du roi fut décapitée et maculée de peinture rouge avec l'apparence du sang. Il y eut également des manifestations et des émeutes dans d'autres universités, au cours desquelles, comme à Madrid, les protestaires crièrent « Nous ne sommes pas des artilleurs ! » Le 9 mars, Primo de Rivera limogea le recteur de l'université de Madrid et les doyens de toutes les facultés, qui furent remplacés par un commissariat royal. Le 10 mars, la police et la garde civile prenait d'assaut les bâtiments de l'université, tandis que les étudiants jetaient des pierres sur la maison du dictateur et le siège du journal conservateur ABC. Le 11, Primo de Rivera ordonna à l'armée d'occuper les facultés et menaça d'exclusion tous les étudiants qui poursuivraient la grève. Seuls ceux liés à l'Association des Étudiants Catholiques (environ un sur 20) retournèrent en cours. Les jours suivants, les étudiants continuèrent la grève, érigèrent des barricades dans le centre de la capitale et incendièrent les kiosques du journal catholique El Debate. Le 13, de graves incidents survinrent à Valladolid et à Valence. Le 16 mars, le gouvernement ferma l'Université centrale de Madrid, puis six autres universités dans toute l'Espagne. Plus de cent de professeurs d'université ont manifestèrent leur solidarité avec les étudiants et certains d'entre eux, comme José Ortega y Gasset, Luis Jiménez de Asúa, Felipe Sánchez Román, Fernando de los Ríos et Alfonso García-Valdecasas, démissionnèrent de leurs chaires,,,.
Après une période de calme, le 9 avril les émeutes reprirent et les universités furent de nouveau fermées. Elles rouvrirent le 24 avril et la plupart des élèves reprirent les cours. Une semaine auparavant avait été fermée l'université de Barcelone à la suite d'affrontements entre étudiants et de l'Union patriotique (le parti unique de la dictature) qui avaient été mobilisés par le gouvernement pour mettre un terme à la grève et que l'on avait dans un premier autorisés à porter des revolvers (autorisation qui fut toutefois révoquée plus tard). Le 19 mai, Primo de Rivera commença à céder en rétablissant les autorités académiques dans leurs fonctions et en annulant les sanctions contre les étudiants, et enfin le 21 septembre, il abrogea le controversé article 53 de la loi Callejo,.

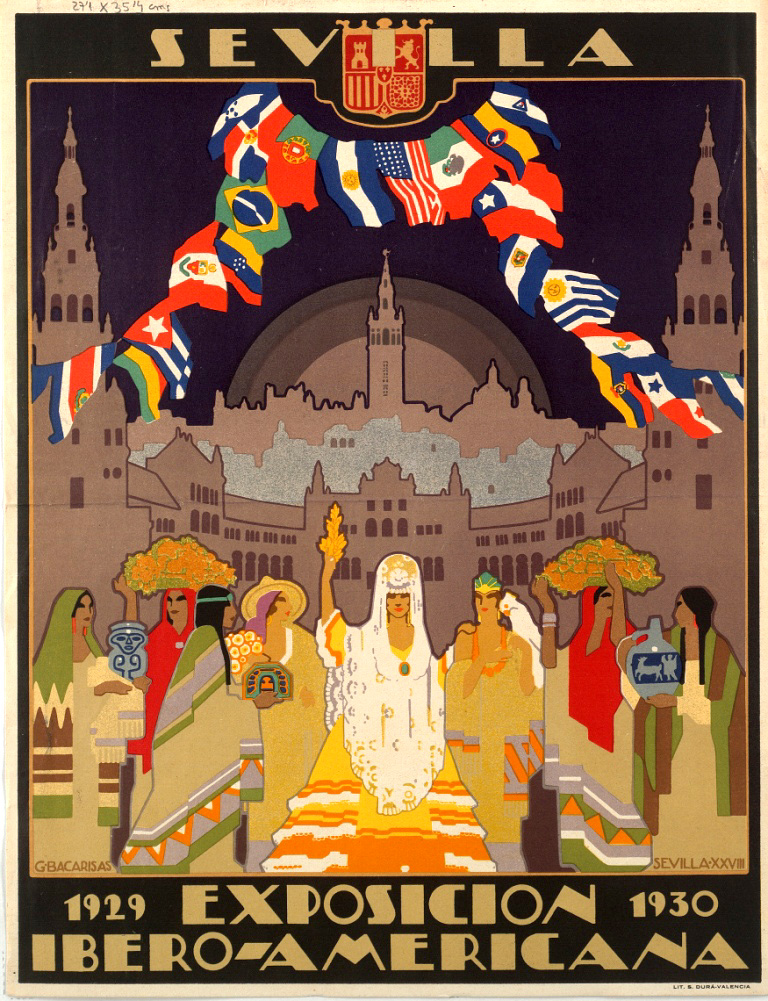
Affiche de l'Exposition ibéro-américaine de Séville inaugurée par le roi et le dictateur le 9 mai 1929. Assurer son succès, ainsi que celle de Barcelone, fut l'une des raisons qui conduisit Primo de Rivera à finalement céder devant la rébellion étudiante.

La capitulation finale de Primo de Rivera devant le mouvement étudiant fut également due à la pression du monde des affaires et à la nécessité d'assurer la célébration des expositions de Barcelone et de Séville. La Chambre de commerce de Madrid demanda au gouvernement de céder aux revendications des étudiants « au bénéfice du commerce », et le journal conservateur ABC demanda l'« indulgence » envers les étudiants afin de garantir le succès des expositions internationales à Séville. et de Barcelone, inaugurées début mai 1929. Primo de Rivera était également conscient que les troubles étudiants pourraient mettre en danger non seulement les expositions, mais aussi la réunion de l'Assemblée de la Société des Nations qui allait se tenir à Madrid, ; selon Alejandro Quiroga, la question de la réputation de l'Espagne à l'étranger obnibulait le dictateur : ainsi s'explique la publication, en pleine révolte étudiante, d'une brochure de l'office du tourisme espagnol à Londres affirmant que « le public britannique était victime d'informations alarmistes délibérément promues [par] [.. .] la racaille révolutionnaire avec l'intention de faire échouer les expositions de Barcelone et de Séville, dans le cadre d'une manœuvre calculée pour leur propre bénéfice. »
Alejandro Quiroga souligne que « si la révolte universitaire démontra finalement quelque chose, c'est bien l'impact très limité des JUP (es) parmi les étudiants universitaires et, par extension, parmi les jeunes de la classe moyenne urbaine. Contrairement aux jeunes fascistes [italiens]... les JUP se montrèrent incapables d'arrêter les mobilisations anti-dictatoriales. » La propagande déployée par les médias officiels ne mit pas non plus fin à la révolte : le journal La Nación, qui accusa les étudiants d'être manipulés par les « mauvais Espagnols » et par les « ennemis du régime », la mobilisation de l'Union patriotique. et la célébration de nombreux événements en hommage au dictateur, auxquels il participa lui-même à plusieurs reprises, pour « mettre en avant devant l'étranger la véritable opinion nationale. » En ce sens, « les expositions de Barcelone et de Séville acquérirent un caractère de propagande encore plus marqué que celui qu'elles avaient déjà pour Primo. » Le 9 mai, le roi Alphonse XIII, accompagné du dictateur, inaugura celle de Séville et dix jours plus tard celle de Barcelone.
L'abrogation de l'article 53 ne suffit pas à arrêter la contestation étudiante ; « une dictature qui capitule est un régime vaincu, et les étudiants en étaient parfaitement conscients », prévient Ben Ami,. La FUE exigea la réhabilitation de Sbert, la levée des sanctions contre les professeurs et la reconnaissance de la liberté d'association des étudiants. Ainsi l'agitation étudiante reprit le 22 janvier 1930,. « Le 28 janvier, Primo de Rivera présenta sa démission au roi, avec l'écho des clameurs étudiantes sonnant encore à ses oreilles », commente Shlomo Ben Ami.

### L'opposition des intellectuels
Primo de Rivera « ne fit pas le moindre effort pour attirer les intellectuels. Homme d'action, il méprisait les « semi-intellectuels », hommes de lettres et de mots, pour lesquels il disait éprouver un mélange de pitié et de mépris. » En fait, « les intellectuels étaient un véritable casse-tête pour le dictateur », affirme Francisco Alía Miranda.
Le premier conflit de la dictature avec les intellectuels eut lieu quelques semaines après le coup d'État et eut pour épicentre l' Athénée de Madrid, lorsqu'à la mi-novembre 1923 le Comité présidé par Ángel Ossorio démissionna et suspendit les activités prévues en signe de protestation contre la présence d'un délégué du gouvernement à chacune de ses réunions, pour éviter les critiques du Conseil d'Administration, comme cela s'était produit lors de la conférence tenue le 7 novembre par l'ancien député Rodrigo Soriano intitulée « Hier, aujourd'hui et demain ». Le 31 janvier 1924, des élections furent célébrées et la candidature présidée par le « conciliateur » Armando Palacio Valdés l'emporta, mais celui-ci démissionna trois semaines plus tard lorsque les débats politiques firent leur réapparition au sein de l'institution, qui fut fermée le 22 février sur ordre de Primo de Rivera,. Des évènements similaires eurent lieu l'année suivante, par exemple à l'athénée de Ciudad Real.

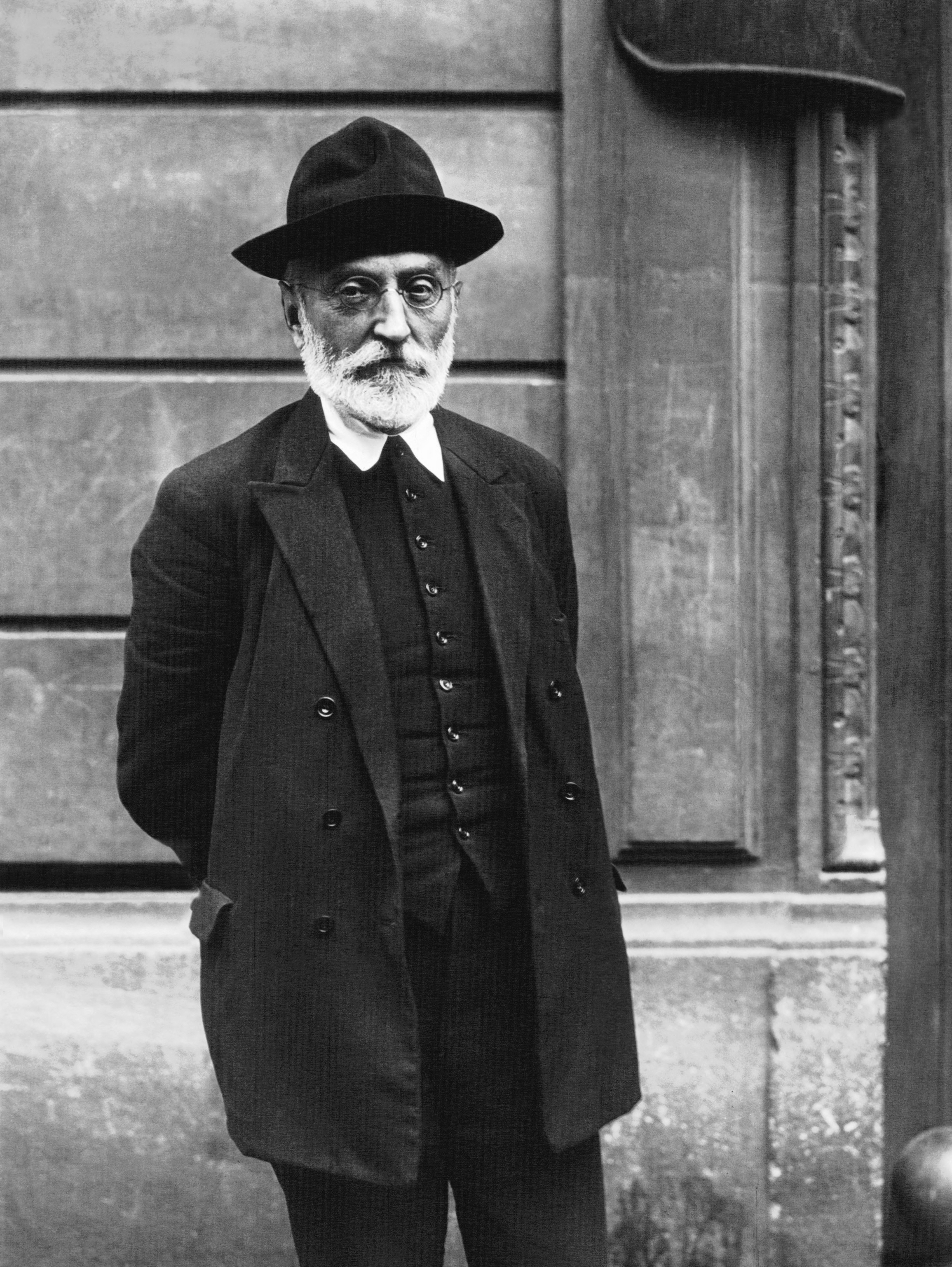
Miguel de Unamuno exilé à Paris (1925).

Le conflit suivant eut pour protagoniste l'écrivain et professeur Miguel de Unamuno, qui fut exilé le 21 janvier 1924 sur l'île de Fuerteventura pour avoir publié une lettre dans l'hebdomadaire argentin Nosotros dans laquelle il qualifiait le dictateur d'« écervelé sans plus de jugeote qu'un grillon » (botarate sin más seso que un grillo),. Un mois plus tard, le 22 février 1924, le jour même de la fermeture de l'Athénée de Madrid, la presse publia la suspension de l'emploi et du salaire d'Unamuno et la perte de toutes ses responsabilités académiques à l'université de Salamanque. Quelques mois plus tard, Unamuno ne saisit l'amnistie décrétée le 4 juillet 1924 par le Directoire et s'exila en France. En quittant Fuerteventura, il avait déclaré : « Je reviendrai, non pas avec ma liberté, ce qui n'a aucune importance, mais avec la vôtre », devenant ainsi, comme le souligne Eduardo González Calleja, « le mythe le plus durable du mouvement d'opposition intellectuelle au régime ». Là-bas, il se joignit aux critiques de l'écrivain et journaliste républicain Vicente Blasco Ibáñez, lui aussi exilé et qui avait publié deux pamphlets contre la dictature et le roi, qui furent introduits clandestinement en Espagne,.Peu de temps après la sanction contre Unamuno eut lieu la première protestation collective d'intellectuels contre la dictature. Il s'agissait d'un manifeste de mars 1924 contre la persécution de la langue catalane, rédigé par Pedro Sáinz Rodríguez . Trois mois plus tard, un nouveau manifeste critique envers la dictature parut à l'occasion de la création de l'Union Patriotique et fut signé par 175 personnes, dont Sáinz Rodríguez et José Ortega y Gasset. Ce dernier reçut en réponse une « note officieuse » désobligeante de Primo de Rivera, qui « fut le premier indice de l'anti-intellectualisme violent qui s'emparerait à partir de 1926 du dictateur et éroderait de façon irréversible ses relations avec l'élite du renseignement espagnol. »
Le conflit suivant impliqua également le professeur Sáinz Rodríguez, qui, à l'ouverture de l'année universitaire 1924-1925 à l'Université centrale, critiqua la dictature. Le 27 octobre 1924, un banquet fut organisé en son honneur à Hôtel Palace en présence de 300 convives, parmi lesquels d'éminents hommes politiques des partis du turno de la Restauration. Il fut dissous par la police au milieu de cris réclamant la liberté, après plusieurs discours antidictatoriaux. Parmi les personnes arrêtées figuraient les généraux Dámaso Berenguer et Leopoldo Sarabia, qui avaient également assisté au banquet.

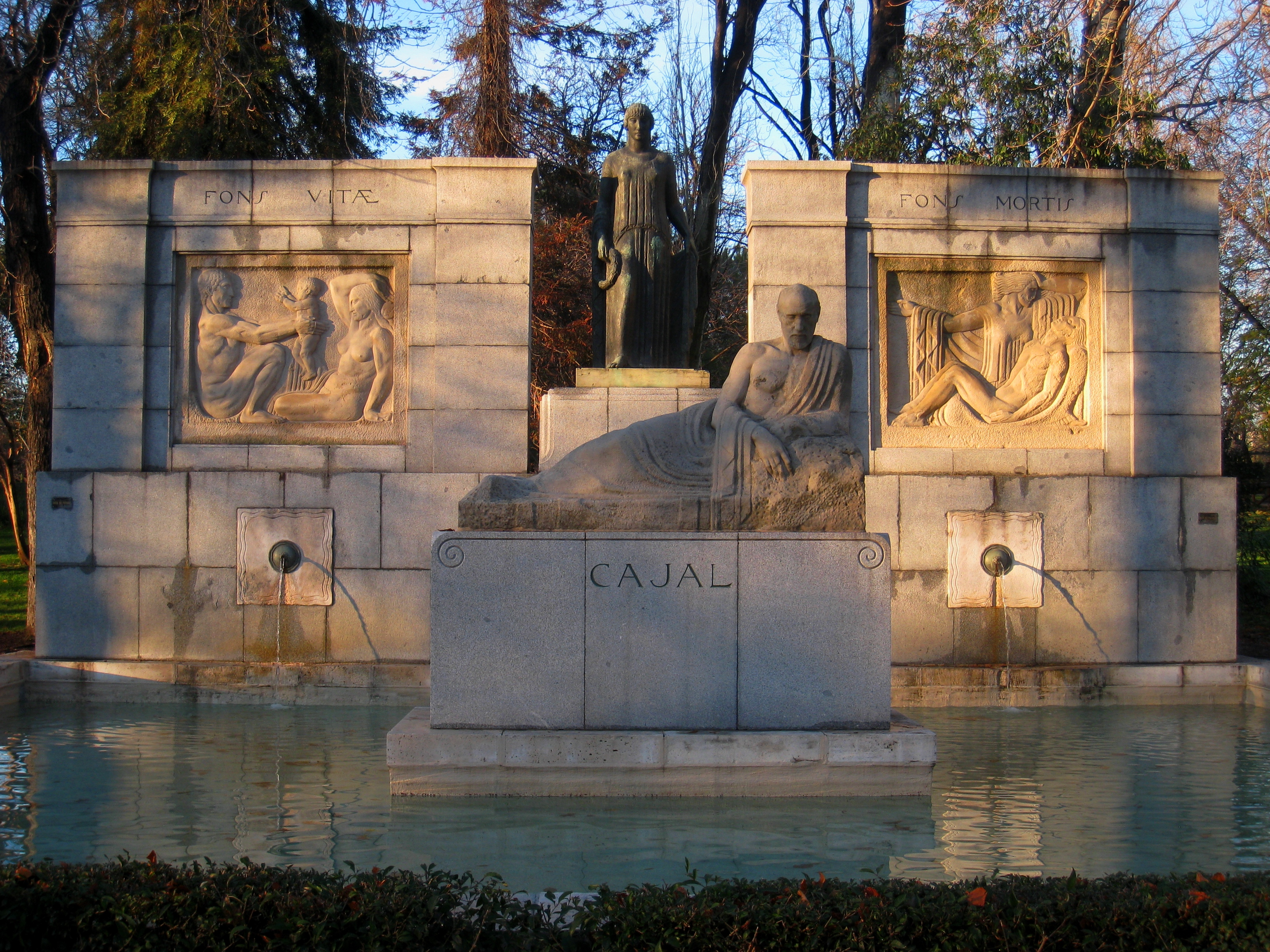
Monument à Ramón y Cajal dans le parc du Retiro à Madrid, dont l'inauguration, le 24 avril 1926, provoqua une nouvelle confrontation entre Primo de Rivera et les intellectuels critiques à l'égard de la dictature.

La confrontation définitive de Primo de Rivera avec les intellectuels critiques à l'égard de la dictature eut lieu à l'occasion de l'inauguration d'un monument en hommage à Santiago Ramón y Cajal dans le parc du Retiro à Madrid le 24 avril 1926. Lorsque le dictateur apprit qu'une cérémonie parallèle allait être organisée, il publia une note officieuse contre ceux qui « se qualifient eux-mêmes d'intellectuels ». Quelques jours plus tard, les étudiants protestèrent contre la réattribution la chaire laissée vacante par Unamuno à l'université de Salamanque, avec lesquels le professeur Luis Jiménez de Asúa exprima sa solidarité, en répression de quoi il fut expulsé vers les îles Zaffarines le 30 avril, d'où il put revenir le 18 mai grâce à l'amnistie prononcée à l'occasion du quarantième anniversaire du roi,.
Dès lors, les essais critiques à l’égard de la dictature et de la monarchie se multiplièrent, qui réclamaient l’instauration d’un régime démocratique. De même, en juin 1928, fut fondée la Ligue d'éducation sociale, composée des intellectuels opposés au régime les plus éminents : Luis Jiménez de Asúa, Gregorio Marañón, Ramón María del Valle-Inclán, Ramón Pérez de Ayala ou Manuel Azaña. D'autres intellectuels soutinrent au contraire la dictature, en adoptant des positions antidémocratiques et antilibérales, comme Ramiro de Maeztu et Eugenio d'Ors, ce qui les rapprocha de l'extrême droite traditionnelle incarnée par José María Pemán et José Pemartín. En avril 1929, Federico García Lorca et Pedro Salinas, deux poètes éminents de la Génération de 27, dont les membres ne s'étaient pas immiscés dans les questions politiques (ils le feraient sous la Seconde République, la grande majorité y étant favorable), publièrent une lettre ouverte aux intellectuels dans laquelle ils se prononçaient contre l'« apolitisme » et faisaient appel aux hommes de sensibilité libérale.Selon Eduardo González Calleja,

« La persécution subie de la part de la dictature par un secteur éminent des intellectuels espagnols le poussa à recréer la phraséologie libératrice héritée de la Révolution française, et à se transformer — parfois, bien malgré lui — en « guide du peuple ». [...] Avec la Dictablanda de Dámaso Berenguer, les intellectuels, comme les cas connus de Ortega et Azorín, franchirent le pas décisif le faisant passer d'une attitude critique envers la Monarchie à un engagement militant pour la République. »

### Conflit avec le clergé catalan
Le seul conflit que la dictature eut avec l'Église catholique fut celui de la résistance des évêques catalans, menés par l'archevêque de Tarragone, Francesc Vidal i Barraquer, et par l'évêque de Barcelone Josep Miralles, à exiger des curés qu'ils prêchent en castillan. Primo de Rivera fit pression sur le Saint-Siège pour les contraindre à obéir, allant jusqu'à menacer de créer une Église nationale dans le cas contraire. Finalement, Rome céda, et entre le milieu de 1928 et le début de 1929 les prélats catalans reçurent cinq décrets contenant des indications sur l'usage du catalan dans la liturgie et sur les règles de conduite qu'ils devaient suivre sur les questions politiques — Primo de Rivera avait accusé le clergé catalan de favoriser le « séparatisme » —.

## Crise monétaire et financière

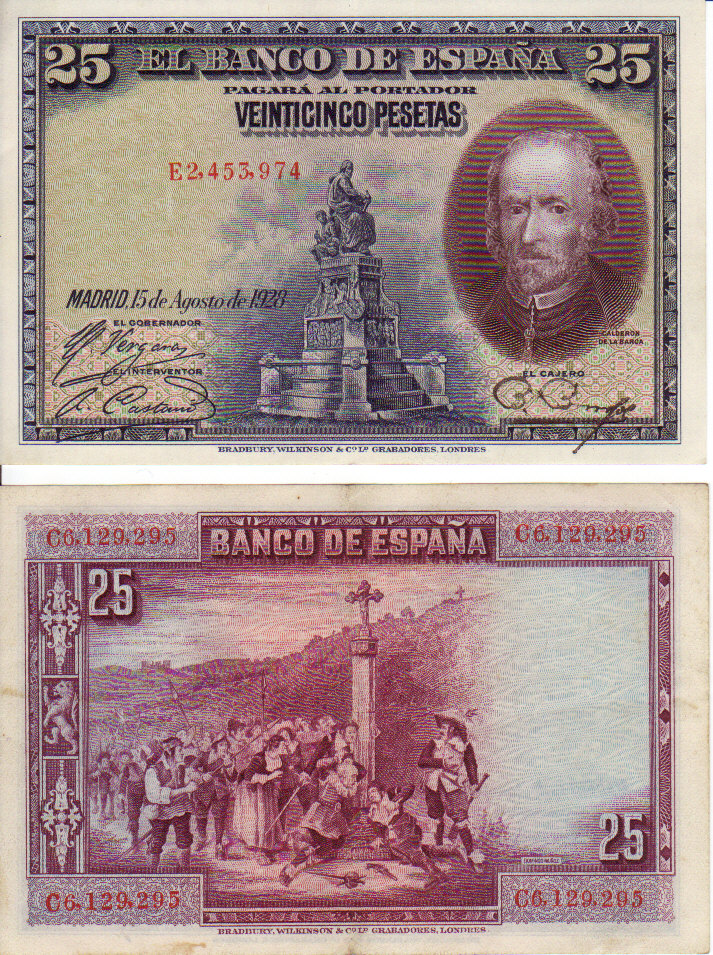
Recto et verso d'un billet de 25 pesetas émis par la Banque d'Espagne en 1928.

L'un des points clés de la propagande de la dictature fut qu'elle avait réussi à rétablir la valeur de la peseta — la « dépréciation de la monnaie » avait été l'une des raisons invoquées pour justifier le coup d'État. Lorsque Primo de Rivera arriva au pouvoir, le taux de change du dollar américain était de 7,50 pesetas ; dans les années suivantes, la monnaie espagnole se réévalua par rapport au dollar et à la livre sterling. En 1927, le taux de change du dollar était de 5,18 pesetas et celui de la livre sterling était légèrement inférieur à 28 pesetas. Néanmoins, la réévaluation de la peseta était en grande partie artificielle, puisqu'elle était fondamentalement due à des mouvements spéculatifs de capitaux étrangers attirés par des taux d'intérêt élevés et les perspectives haussières de la monnaie — qui répondaient à la réduction du déficit de la balance commerciale et, surtout, à la consolidation du régime dictatorial, avec la victoire dans la guerre du Rif et le passage du Directoire militaire au Directoire civil en décembre 1925 —.
D'autre part, la réévaluation de la peseta alerta les secteurs exportateurs, en premier lieu les industriels catalans qui protestèrent parce qu'elle nuisait aux ventes à l'étranger. le leader catalaniste et représentant de la haute bourgeoisie catalane Francesc Cambó accusa le gouvernement de promouvoir la spéculation monétaire. Primo de Rivera et son ministre des Finances, José Calvo Sotelo, virent pour leur part  la hausse de la peseta comme « le symbole de la résurgence de la nation » et soulignèrent qu'elle se rapprochait de sa parité avec l'or fixée à 25,22 pesetas par livre sterling. « Parité avec l'or pour la peseta ! Vive l'Espagne ! », dirent-ils, ce qui alimenta davantage encore la spéculation sur la monnaie espagnole.

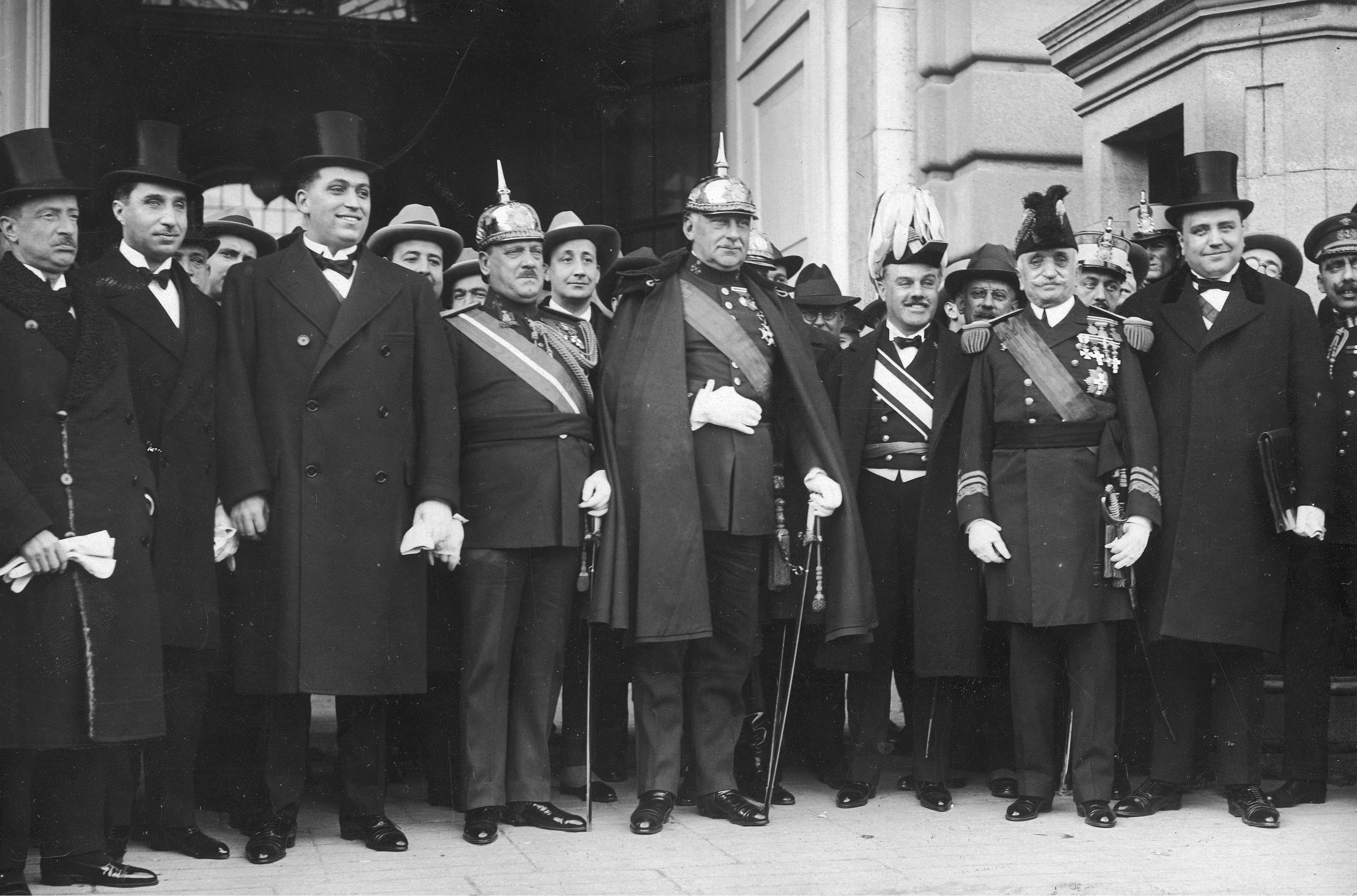
Les membres du directoire civil de Primo de Rivera en décembre 1925. Au premier rang, de gauche à droite, Eduardo Callejo (Instruction publique), José Yanguas (Affaires étrangères), José Calvo Sotelo (Finances), Severiano Martínez Anido (Intérieur), Miguel Primo de Rivera (Président), le comte de Guadalhorce (Équipement), Honorio Cornejo (Marine) et Eduardo Aunós (Travail).

Toutefois, le mouvement spéculatif s'inversa en 1928 : les capitaux étrangers commencèrent à quitter le pays et une dépréciation progressive de la peseta commença, alimentée par les doutes sur la continuité du régime et par le déficit budgétaire élevé de l’État, qui en 1928 dépassait le milliard de pesetas — le programme de travaux publics, qui était une autre des réalisations mises en avant par la propagande de la dictature, était financé par une émission de dette publique, les revenus de l'État n'ayant pas augmenté faute d'avoir mis en œuvre aucune réforme fiscale. En réponse le ministre des Finances José Calvo Sotelo créa en juin 1928 un Comité d'intervention des changes (CIC) doté d'un fonds de 500 millions de pesetas pour intervenir sur le marché de Londres et soutenir la peseta de sorte à l'amener à la parité avec l'or — « Pour Calvo Sotelo, une peseta instable ou une peseta stable à un taux dévalué [...] était incompatible avec la vigueur de la patrie ». Toutefois la mesure s'avéra vite  insuffisante — Calvo Sotelo en vint à imputer la perte de valeur de la peseta aux « ennemis » du régime. La mesure suivante, l’augmentation d’un demi-point des taux d’intérêt, fut adoptée en décembre 1928 mais ne fonctionna pas, pas plus que la tentative de restreindre les importations pour réduire le déficit commercial.

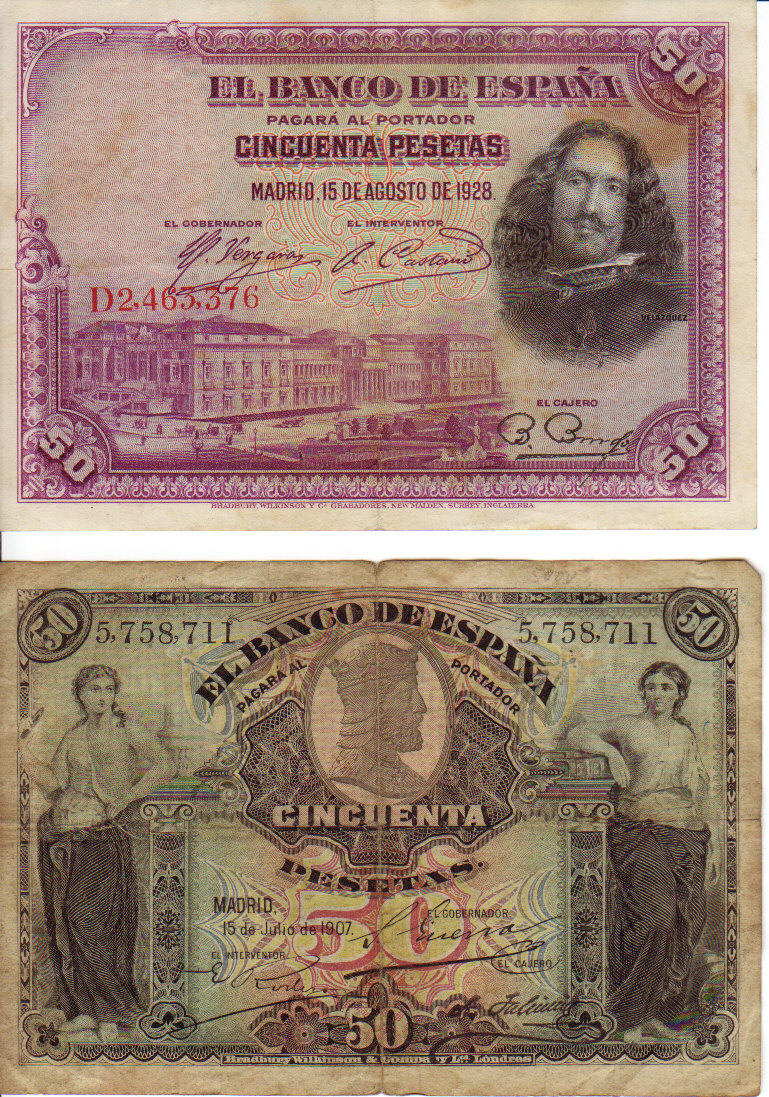
Recto et verso d'un billet de 50 pesetas émis par la Banque d'Espagne en 1928.

En octobre 1929, la politique d'intervention en matière de change fut suspendue parce que les 500 millions de pesetas du CIC avaient déjà été dépensés, en vain, puisque la peseta avait continué à se dévaluer — une livre valait alors 35 pesetas —. Le mois suivant, on décida de s'attaquer à l'un des problèmes de fond, celui du déficit budgétaire élevé, et on mit fin au « Budget extraordinaire », artifice comptable que Calvo Sotelo avait imaginé pour augmenter les dépenses publiques sans que cela impliquât en apparence une augmentation du déficit, mais le ministre continua à refuser de dévaluer la peseta, car il considérait que c'était une décision « antipatriotique » — et en outre, cela impliquait la reconnaissance de la faiblesse de la dictature. Il opta pour l'alternative d'émettre un nouvel emprunt d'une valeur de 350 millions de pesetas auquel devraient souscrire les banques espagnoles, espérant, dans l'espoir « que le patriotisme du capitalisme espagnol couvrirait l'émission [de dette] ». Néanmoins, le prêt échoua lamentablement et Calvo Sotelo n'eut d'autre choix que de présenter sa démission le 21 janvier 1930, une semaine tout juste avant celle de Primo de Rivera lui-même. Le taux de change de la peseta était tombé à 40 pesetas pour une livre, « une réalité difficile à digérer », commente Ben Ami.Concernant la crise monétaire et financière, l'historien Eduardo González Calleja affirme :

« La perte de confiance des forces économiques aut également son influence sur la chute de Primo, qui avait admis à la fin de l'année [1929] la faillite de sa politique monétaire. Étant donné l'obsession primoriveriste à identifier la situation du change extérieur avec la solidité du régime, les dévaluations contribuèrent décisivement au discrédit de la dictature. »

Selon Shlomo Ben-Ami :

« À mesure que les échecs financiers du régime devenaient évidents, la perte de confiance des personnes fortunées dans son avenir politique s'accentuait. C'était un cercle vicieux, comme l'expliqua dans un manifeste public l'association économique Sociedad de Amigos del País, de Barcelone. Le manque de perspective politique du régime, affirmait-elle, ne pouvait inspirer confiance sur le marché monétaire. Mais la confiance entre les capitalistes espagnols, « alarmés » et « pris de panique », ne pouvait être restaurée que par une stabilisation politique que l'on ne voyait pas venir. […] Les fluctuations du taux de change de la peseta sont devenues le cauchemar des entrepreneurs [...] Le Conseil supérieur des Chambres de commerce, de l'Industrie et de Navigation protesta en des termes très véhéments : « Il y a une profonde alarme causée par le fait que [les] oscillations [de la peseta] avec une tendance progressive ne soient plus quotidiennes, mais marquées d'heure en heure. La gravité de la situation et les dommages qu'elle entraîne justifient la nervosité de la grande masse de producteurs et de commerçants et, surtout, du commerce obligé de supporter les variations de la valeur internationale de la peseta, qui ne permettent ni pour acheter ni pour vendre à l'étranger d'adopter une position ferme, ou qui, du moins, promette de ne pas détruire la perspective envisagée lors de la conclusion de tout négoce. » »

## Montée de l'opposition
Francisco Alía Miranda situe le début de la montée de l'opposition à la dictature à l'intérieur du pays à partir de 1926 lorsqu'elle succéda à l'opposition extérieure organisée depuis Paris : entre 1923 et 1925 « toutes les forces politiques opposées étaient restées dans l'ombre, attendant une bonne occasion pour ressusciter », « étant donné l'énorme popularité de la dictature » durant ces trois années. À partir de la constitution du Directoire civil en décembre 1925, il était clair que la dictature entendait se perpétuer au pouvoir, abandonnant sa promesse initiale d'avoir un « caractère provisoire. »

### Les monarchistes

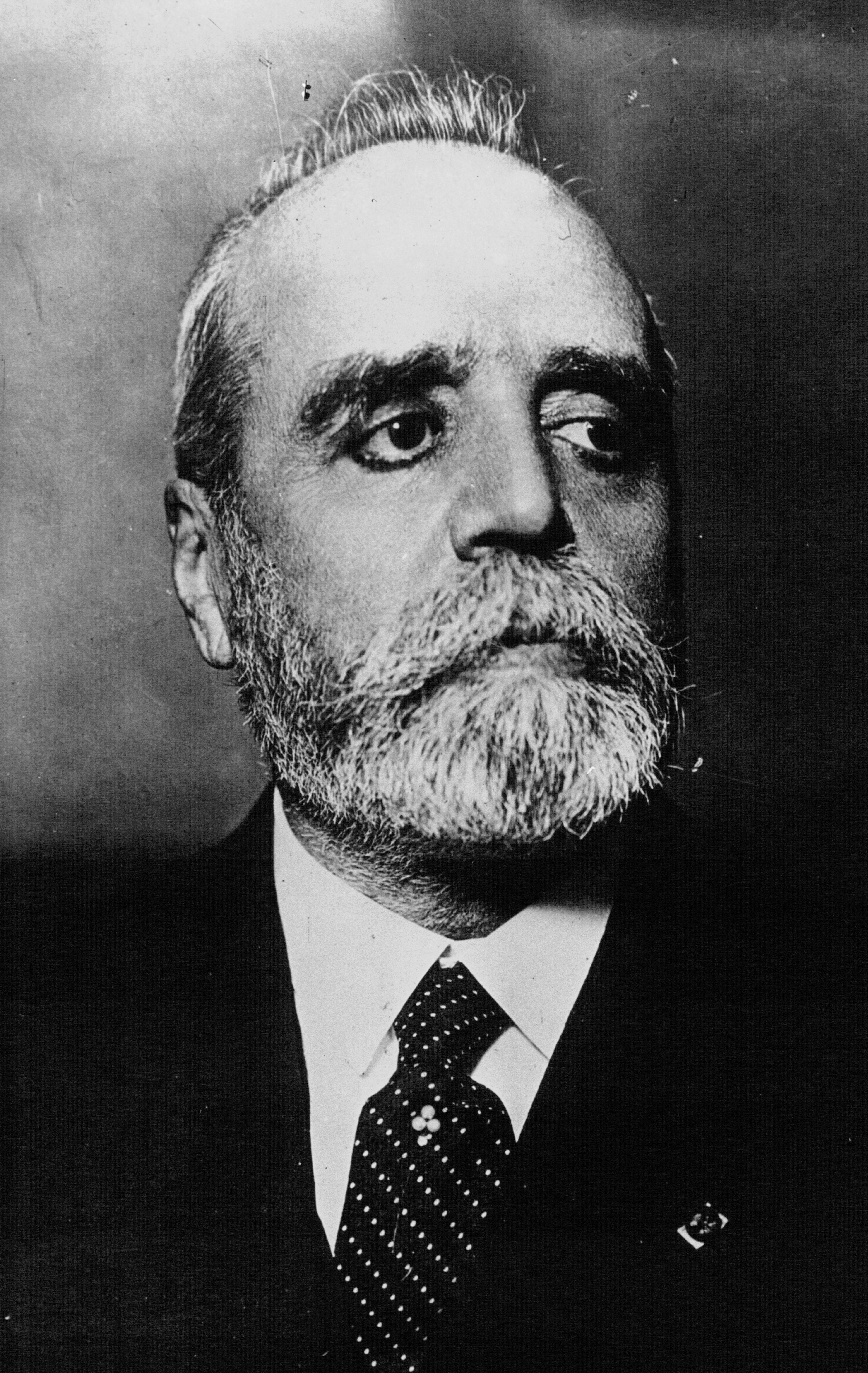
José Sánchez Guerra en 1932.

Les partis du turno (ou « partis dynastiques »), le Parti conservateur et le Parti libéral, avaient pratiquement disparu à la suite de leur éviction du pouvoir, de la fermeture des Cortes et de la politique de « démantèlement du caciquisme, », « leurs clientèles se dispersèrent en quelques jours. » Une grande partie de leurs notables, qui au début de la dictature étaient demeurés dans l'expectative, rompirent avec le roi lorsqu'ils découvrirent qu'Alphonse XIII la soutenait fermement sans qu'il lui importe de violer la Constitution de 1876,,. Parmi eux se distingua le conservateur José Sánchez Guerra, devenu le symbole du légalisme constitutionnel — il refusa d'être un « monarchiste de la monarchie absolue » —. En revanche, d'autres hommes politiques décidèrent de collaborer avec la dictature, comme le conservateur Juan de la Cierva ou les mauristes (José Calvo Sotelo, José Antonio Gamazo, César de la Mora ou César Silió), en dépit de la rupture de leur leader Antonio Maura avec Primo de Rivera. en 1924,,. D'autres, comme le conservateur Gabino Bugallal, adoptèrent une attitude passive, confiants que ce serait le roi lui-même qui mettrait fin à la dictature et rétablirait la Constitution.
Les anciens membres des partis dynastiques les plus critiques envers Alfonso XIII comme Sánchez Guerra ou Manuel de Burgos y Mazo, du parti conservateur, ou Santiago Alba, du parti libéral, rejoignirent le Bloque Constitucional (« Bloc constitutionnel ») fondé par le réformiste Melquíades Álvarez, qui défendait l'abdication du roi et, implicitement, la convocation de Cortes Constituantes,,. D'autres allèrent encore plus loin et s'orientèrent ouvertement vers le républicanisme, comme Niceto Alcalá-Zamora et Miguel Maura Gamazo, qui fondèrent le parti Droite républicaine libérale.
Peu de temps après que Primo de Rivera  annonça le 5 septembre 1926 sa ferme intention d'institutionnaliser son régime — « Pourquoi allons-nous ressusciter cet artifice ou ce gadget [artilugio] qu'on appele Parlement ? » déclara-t-il —, Sánchez Guerra envoya en 1926 une lettre au roi dans laquelle il affirmait que la convocation de l'Assemblée nationale consultative (es) envisagée signifierait « la rupture définitive et la mise de côté immédiate du Monarque, sinon de la Monarchie, de tous les hommes monarchistes constitutionnels d'Espagne », une idée qu'il réitéra — l'Assemblée équivaut à une « abrogation définitive et totale du régime parlementaire et de la Constitution » — lorsqu'il le rencontra le 22 septembre à Saint-Sébastien. Pour Sánchez Guerra, la convocation de l'Assemblée était « un acte illégitime et factieux » et il promit que si elle se produisait, il s'exilerait d'Espagne, promesse qu'il remplit l'année suivante, le 12 septembre 1927, le jour même où Alphonse XIII, après avoir résisté pendant plus d'un an, signa le décret de convocation,. Dans un manifeste rendu public par Sánchez Guerra, incluant la lettre qu'il avait envoyée au roi un an auparavant, il proposait la convocation d'un Parlement à travers lequel « la nation souveraine dispose librement de ses destinées et établisse les règles à l'intérieur desquelles les futurs dirigeants devront se déplacer et développer leur action. » Différents membres éminents de la « vieille politique » adhérèrent au manifeste, comme Miguel Villanueva, le comte de Romanones, Francisco Bergamín, Manuel de Burgos y Mazo, Niceto Alcalá-Zamora et Joaquín Chapaprieta,,. Le réformiste Melquiades Álvarez et certains membres de l' Alliance républicaine comme Alejandro Lerroux, et même l'anarchiste Ángel Pestaña s'y joignirent également. Un diplomate français rapporta à son gouvernement le mois suivant, en octobre 1927, que le sentiment d'hostilité envers le roi s'amplifiait considérablement. À cette époque, deux biographies de Ferdinand VII furent publiées, « un subterfuge évident pour critiquer le roi et échapper à la censure », selon Miguel Martorell Linares, intitulés El rey felón y los seis años inicuos et Los seis años malditos (respectivement « Le Roi félon » et « Les six ans maudits »).
Quinze mois après le manifeste dans lequel il promouvait la convocation d'une assemblée constituante, Sánchez Guerra mena la tentative de coup d'État de janvier 1929,,, qui échoua. Si le coût militaire de celui-ci fut élevé, « à cause de la division de l’Armée et du renforcement du courant pro-républicain en son sein, surtout de la part des artilleurs, le coût politique n’en fut pas moins négligeable. La plupart des dirigeants politiques provenant de la Restauration prirent définitivement leur distance avec Alphonse. XIII et beaucoup avec la monarchie, se déclarant non seulement anti-Alphonsins, mais aussi ouvertement républicains. » C'est pour cette raison que dès lors, « les choses ne seraient plus jamais les mêmes pour la dictature. »

### Les républicains

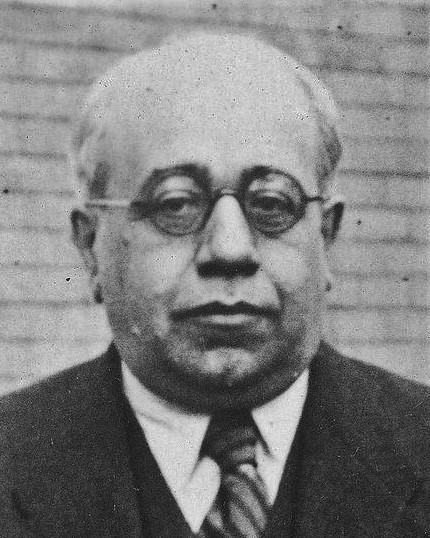
Manuel Azaña en 1932, alors qu'il était président du gouvernement de la Seconde République espagnole.

Les républicains se virent renforcés par l'émergence d'un nouveau parti, Action républicaine. Son promoteur était Manuel Azaña, ancien membre du Parti réformateur de Melquíades Álvarez. Azaña, comme la plupart des personnalités qui avaient quitté le parti après le coup d'État de Primo de Rivera, considérait que le projet réformiste d'atteindre la démocratie dans le cadre de la Monarchie était devenu illusoire, et pariait déjà sur la République, comme il l'avait exposé dans son manifeste Apelación a la República (« Appel à la République ») qu'il rendit public en mai 1924. Pour y parvenir, il proposait de créer « une nouvelle conjonction républicano-socialiste capable d'opposer au bloc asservissant des forces obscurantistes coalisées, la résistance d'abord, ensuite la contre-offensive de la volonté libérale latente contre la soi-disant résignation du pays. »
Azaña critiqua les anciens républicains comme Lerroux ou Blasco Ibáñez et proposa un nouveau républicanisme. Cette initiative prit forme en mai 1925 avec la naissance du dénommé Grupo de Acción Republicana (es) (« Groupe d'action républicaine »), composé d'intellectuels, certains d'entre eux issus comme Azaña du Parti réformiste, par exemple Ramón Pérez de Ayala ou José Giral, et d'autres non, comme Luis Jiménez de Asúa, Luis Araquistain, Honorato de Castro ou Martí y Jara.
L'union entre le nouveau et l’ancien républicanisme fut atteinte le 11 février 1926 avec la fondation de l'Alliance républicaine, le jour de l'anniversaire de la Première République espagnole,. L'ancien Parti républicain radical d'Alejandro Lerroux et le Parti républicain démocrate fédéral faisaient partie de l'Alliance, avec de nouvelles formations d'Acción Republicana d'Azaña et du Partit Republicà Català, fondées par Marcelino Domingo et Lluís Companys.
Dans le manifeste que l'Alliance républicaine rendit public le jour même de sa création, on appelait à la convocation de « Cortes constituantes élues au suffrage universel, dans lesquelles nous lutterons pour la proclamation du régime républicain ». Le manifeste reçut un large soutien des centres républicains, environ 450, qui disaient regrouper près de 100 000 personnes. Tous les partis signataires promirent de rester unis jusqu'à la chute de la dictature. La Junta Provisional (« Comité » ou « Commission provisoire ») de l'Alliance était composé de Manuel Hilario Ayuso Iglesias, Roberto Castrovido, Marcelino Domingo, Alejandro Lerroux et Manuel Azaña.

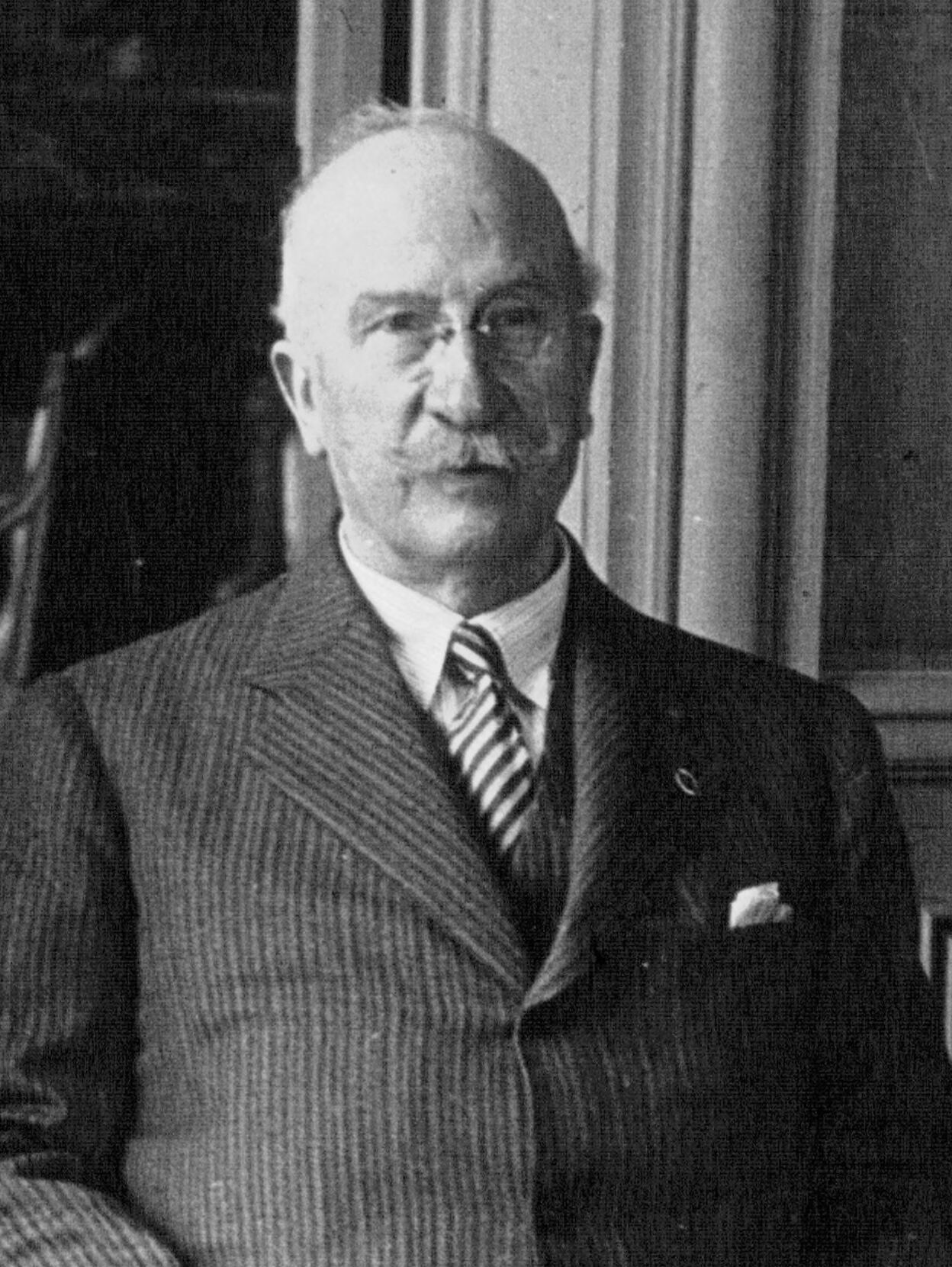
Le républicain Alejandro Lerroux.

L'année même de la fondation d'Alliance républicaine circula une lettre d'Alejandro Lerroux dans laquelle il expliquait les raisons de la « déception douloureuse » qu'avait été la dictature :

« La dictature militaire, qui aurait pu et aurait dû être salvatrice, solution de nombreux et difficiles de problèmes nationaux, n'a été qu'une déception douloureuse, qui a stérilement peu à peu consumé l'énergie morale collective qui constitue l'espoir d'un peuple messianique en un rédempteur providentiel. [...] Dès ses premiers pas, la dictature montra son incompétence, consommant [le] prestige dont elle était entourée et n'ayant pas voulu se soumettre au Roi, elle est aujourd'hui soumise au Roi. Elle n'a pas obtenu l'indépendance du Palais. À l'heure actuelle, même avec le Directoire largement dépopularisé, son pire ennemi est le Roi, qui conspire constamment contre Primo de Rivera. »

Selon l'historienne Ángeles Barrio Alonso (es), « l'importance de l'Alliance reposait sur le fait qu'elle représentait un renouveau du républicanisme capable de réaliser, comme cela fut démontré à la proclamation de la Seconde République espagnole (es), ce qui jusqu'alors n'avait pas été possible : attirer vers le projet politique de la République des bases sociales principalement urbaines, de classes moyennes et moyennes inférieures, ainsi que de larges secteurs de travailleurs. »
L'Alliance participa à la Sanjuanada, coup d'État manqué lancé en juin 1926. En avril, le Comité de l'Alliance républicaine se réunit dans un domicile privé à Madrid avec le général Francisco Aguilera, qui représentait le soutien militaire au projet. Il soutint également activement la tentative de coup d'État de janvier 1929 menée par José Sánchez Guerra. Au cours des mois suivants, les Républicains fédéraux abandonnèrent l'Alliance et le Parti Radical de Lerroux connut une scission à sa gauche dirigée par Álvaro de Albornoz, rejoint par Marcelino Domingo, qui donna naissance au Parti républicain radical-socialiste, de tendance ouvrière, anticléricale (es) et laïciste. Ces défections n’affaiblirent cependant pas l’Alliance qui, en juillet 1929, revendiquait environ 200 000 affiliés.
Selon Shlomo Ben-Ami, la montée du républicanisme fut étroitement liée au mécontentement des classes moyennes à l'égard de la dictature. Le républicanisme « commença à englober et à donner une expression à la petite bourgeoisie urbaine, aux petits entrepreneurs menacés de la faillite de leurs entreprises en raison du fardeau fiscal et du favoritisme du régime envers les monopoles, aux commerçants qui avaient dû réduire le champ de leurs activités en raison de la politique de droits de douane pratiquée par la dictature. Il est révélateur que dans les programmes de la majorité des partis républicains on parlât du libre-échange et de la défense des petites entreprises, face à l’expansionnisme et le protectionnisme des grandes entreprises. Ces partis attiraient également les classes professionnelles, surtout en province, où l'instituteur, le médecin, l'ingénieur et l'avocat avaient de plus en plus de difficultés à gagner décemment leur vie, en raison de la hausse constante des prix et, à partir de 1929, de la rareté de nouvelles possibilités d’emploi. « Aller au mont-de-piété » était déjà devenu une habitude pour les ménagères de la classe moyenne désireuses de conserver l'apparence d'un niveau de vie « décent » ».

### Nationalistes catalans, basques et galiciens

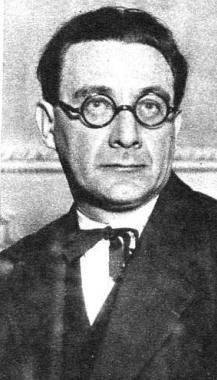
Lluís Nicolau d'Olwer, leader d'Acció Catalana.

Les deux organisations nationalistes catalanes les plus actives dans leur opposition à la dictature étaient Acció Catalana et, surtout, Estat Catalá. Concernant le premier, comme le souligne Montserrat Baras, durant cette période « on ne peut parler que d'actions isolées d'individus ou de noyaux de notables et le maintien de connexions principalement basées sur des relations personnelles », car Acció Catalana n'était pas à proprement parler un parti politique, mais plutôt un « rassemblement de patriotes » (aplec de patriotes), ce qui explique aussi pourquoi ses dirigeants agirent de différentes manières. Tandis que son président Jaume Bofill i Mates s'exila volontairement à Paris, Lluís Nicolau d'Olwer porta le « cas catalan » devant la Société des Nations et Antoni Rovira i Virgili, leader du secteur le plus républicain et le plus socialement avancé, fonda en 1927, son propre journal, La Nau, duquel émergea un nouveau parti appelé Acció Republicana de Catalunya peu après le renversement de la dictature.
Quant à Estat Català, dirigé par Francesc Macià, il opta décidément pour la voie insurrectionnelle en créant les escamots (es) et en collectant des fonds pour l'achat d'armes. En janvier 1925, Macià fonda à Paris le Pacte de l'Alliance libre, auquel se joignit la CNT et les nationalistes basques et galiciens, par lequel était créé un Comité général révolutionnaire, ou Comité d'action, destiné à diriger le soulèvement simultané en Catalogne et au Pays basque.
En juin 1925, des groupes clandestins d'Estat Catalá et d'Acció Catalana organisèrent ce qu'on appelle le complot de Garraf, attaque ratée contre les rois d'Espagne dans les tunnels ferroviaires de la côte de Garraf par lesquels devait passer le train qui les conduisait à Barcelone.

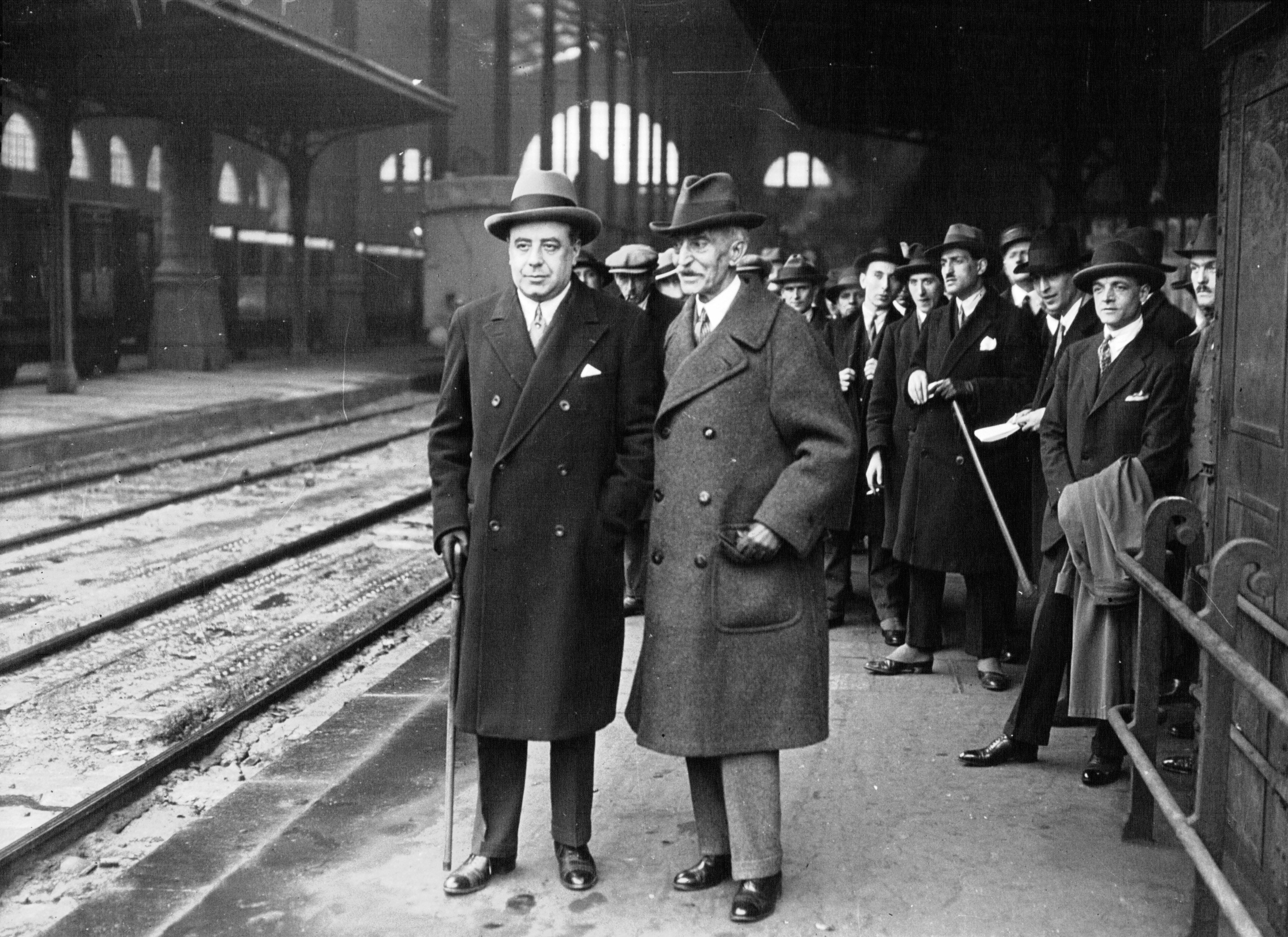
Francesc Macià (à droite) avec son avocat (à gauche) sur le point de quitter Paris après le procès du complot de Prats de Molló.

Après l'échec de la Sanjuanada en juin 1926, Macià lança le projet d'invasion de la Catalogne par une petite armée composée d’escamots qui, après avoir traversé la frontière par Prats de Molló, prendrait Olot et tomberait ensuite sur Barcelone, où simultanément la grève générale serait déclarée, et avec la collaboration d'une partie du contingent militaire local, la République catalane proclamée.
Mais le dénommé complot de Prats de Molló (es) fut un désastre car l'un des participants, l'Italien Ricciotti Garibaldi, était un agent double de Mussolini, qui en alerta Primo de Rivera. Ainsi, la police française, également en alerte, n'eut guère de difficultés à arrêter la plupart des hommes impliqués dans l'invasion près de la frontière espagnole, entre le 2 et le 4 novembre, soit 115 individus. Macià fut également arrêté et emmené avec 17 autres impliqués à Paris pour y être jugé. Le procès eut lieu en janvier 1927 ; ils furent condamnés à des peines de prison très légères et exilés en Belgique.
Le complot et le procès eurent un large écho international, ce qui donna son « origine au mythe persistant de l'Avi [Macià], précisément au moment de la plus faible popularité de la dictature et de ses complices en Catalogne ». Dès lors, Macià développa une activité de propagande fiévreuse pour la « cause catalane », notamment en Amérique latine, qui culmina à Cuba, où en octobre 1928 il convoqua une Assemblée constituante autoproclamée du séparatisme catalan (es), dont surgirait le Partit Separatista Revolucionari Català et d'où la Constitution provisoire de la république catalane fut approuvée.

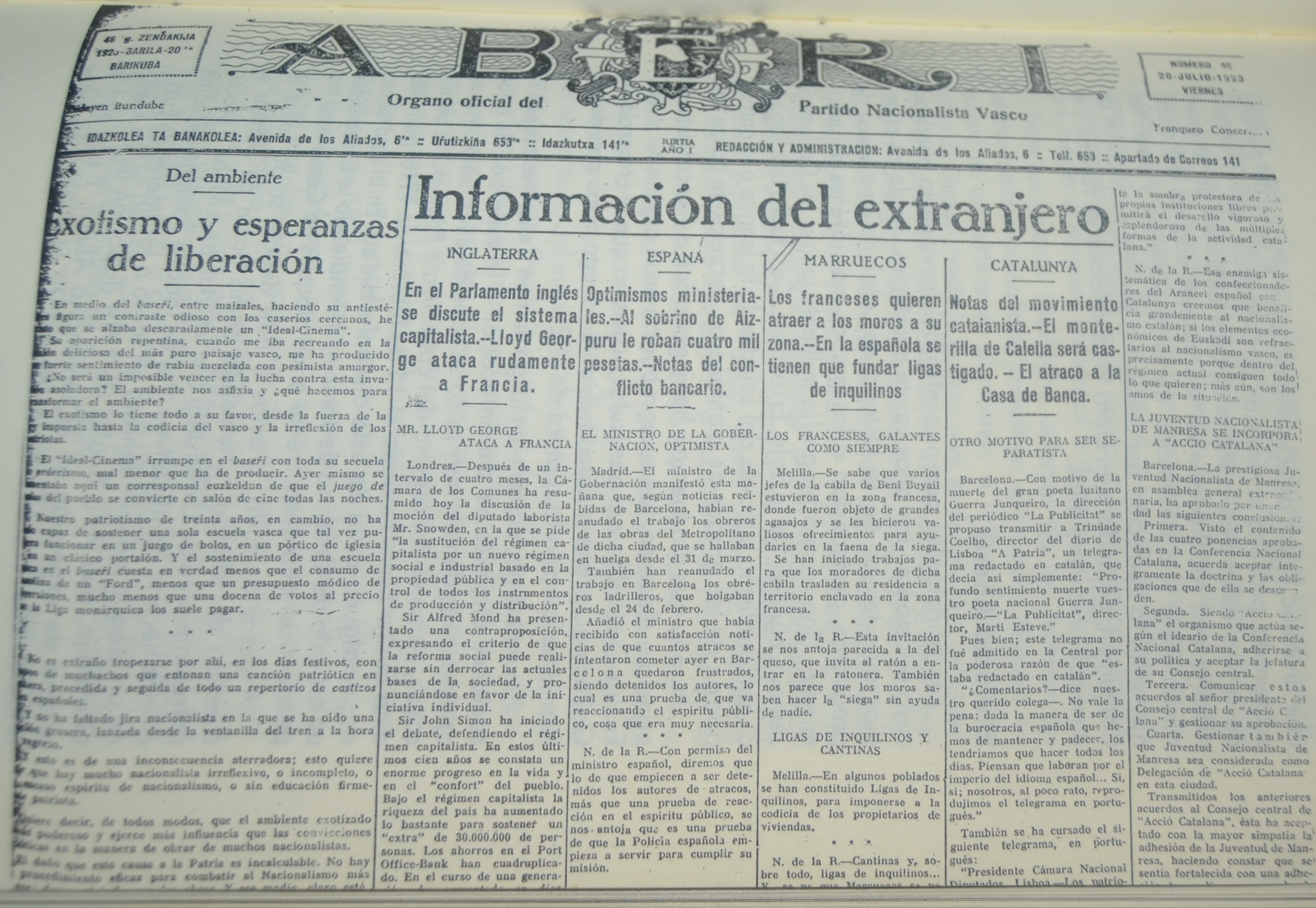
Une du 20 juillet 1923 du journal Aberri, organe officiel du Parti nationaliste basque.

Quant aux nationalistes basques, le secteur aberriano, le plus radical, qui contrôlait alors le Parti nationaliste basque (PNV) et qui fut le plus durement persécuté par la dictature — tandis que les modérés de la Communion nationaliste basque étaient relativement tolérés — opta comme Estat Català pour la voie insurrectionnelle. En novembre 1924, douze aberrianos se réunirent à Ordizia avec l'activiste irlandais Ambrosse Martin, mais ils furent tous arrêtés. Le chef des aberriens Elías Gallastegui fut également interpelé le 3 mai 1925, lorsqu'il mena un acte d'affirmation nationaliste, mais il parvint finalement à s'enfuir au Pays basque français, où il fonda à la fin de l'année un Comité pro-indépendance basque, qui publia le journal Lenago Il (« Plutôt mourir »), sous-titré Organe officiel de l'Armée des volontaires basques. Comme les nationalistes catalans, les aberrianos présentèrent également le « cas basque » devant les organisations internationales et participèrent au Pacte de la libre alliance promu par Macià. On finit par planifier une opération qui consistait en un débarquement à Bilbao de 300 combattants armés qui mèneraient un soulèvement comme celui de Dublin en 1916. En revanche, les gudaris basques ne pas participèrent pas au complot de Prats de Molló. Gallastegui, comme Macià, réalisa un voyage à travers l'Amérique latine et les États-Unis, visitant les centres basques. Au Mexique, il fonda la revue Patria Vasca, en Argentine, il lança le journal Nación Vasca et à New York, il édita à nouveau Aberri.
Le nationalisme conservateur galicien dirigé par Vicente Risco et Antonio Losada avait accueilli l'arrivée de la dictature avec espérance, mais sous la pression de rejoindre le parti unique de la dictature, l'Union patriotique, Risco et Losada firent tous deux défection dans les rangs de l'opposition. Cependant, les Irmandades da Fala (en) ne commencèrent à agir qu’à partir de 1928. L'année suivante, l'Irmandade da Fala de La Corogne, dirigée par Antón Villar Ponte, rejoignit les républicains de Santiago Casares Quiroga, qui donnerairent naissance à l'ORGA après la chute de la dictature.

### Socialistes et communistes

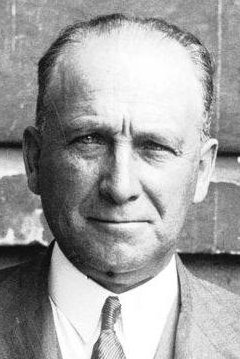
Francisco Largo Caballero en 1927.

La collaboration avec la dictature divisa le socialisme espagnol entre ses partisans — menés par Francisco Largo Caballero, Julián Besteiro et Manuel Llaneza — et ses opposants — menés par Indalecio Prieto et Teodomiro Menéndez —. Lorsque le 25 octobre 1925 Francisco Largo Caballero fut nommé au Conseil d'État, en tant que membre du Conseil du travail qui avait absorbé l'Institut des réformes sociales, la fracture s'aggrava car Indalecio Prieto démissionna le même jour de son poste à la Commission exécutive du PSOE en signe de protestation.

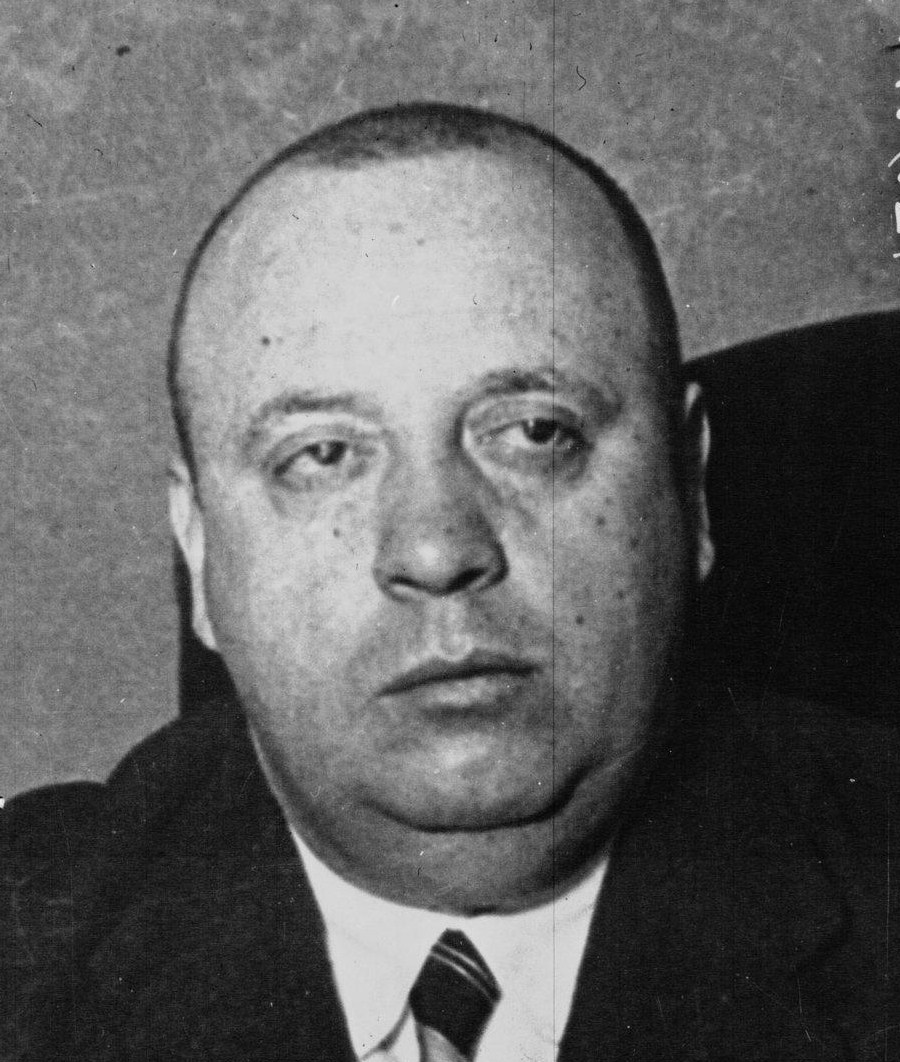
Indalecio Prieto en 1936.

Après l'adhésion de l'UGT à l'Organisation corporative nationale créée en novembre 1926, le débat interne fut rouvert en raison de l'invitation que Primo de Rivera fit aux socialistes à participer à l'Assemblée nationale consultative (es)qui allait débattre d'un nouveau projet de Constitution. Il s'agissait désormais d'une collaboration clairement politique, et le secteur opposé à la participation, dirigé par Indalecio Prieto, réussit à s'imposer lors des congrès extraordinaires du PSOE et de l'UGT les 7 et 8 octobre 1927, si bien que les socialistes annoncèrent qu'ils n'assisteraient pas à l'Assemblée consultative, ce qui déçut profondément Primo de Rivera et constitua une étape fondamentale dans l'éloignement des socialistes de la dictature.
La rupture définitive avec la dictature se produisit en 1929 au motif de l'avant-projet de nouvelle Constitution corporative et autoritaire présenté par l'Assemblée nationale consultative le 6 juillet. Le PSOE comme l’UGT la rejetèrent et exigèrent une Constitution authentiquement démocratique, qu’ils croyaient possible seulement après l'instauration d'une République. Dans une dernière tentative d'intégrer les socialistes à son projet, Primo de Rivera leur offrit cinq sièges à l'Assemblée désignés par eux-mêmes, mais ils les rejettent dans un manifeste « À l'opinion publique » publié le 13 août. Largo Caballero, qui s'était distancié du toujours collaborationniste Julián Besteiro, déclara la volonté de « réaliser nos objectifs dans un État républicain de liberté et de démocratie, où nous pourrons atteindre la plénitude du pouvoir politique qui corresponde à notre pouvoir social croissant. ». Après la chute de la dictature, le PSOE et l'UGT se joignirent au Pacte de Saint-Sébastien, d'où surgit le « comité révolutionnaire » qui, après la proclamation de la Seconde République espagnole (es) en avril 1931, devint le gouvernement provisoire de la Seconde République, dont trois ministres étaient socialistes,.
Pour sa part, le Parti communiste espagnol, contrairement au PSOE, s'était positionné dès le premier instant contre la dictature, même si en raison de sa force limitée, l'arrestation de certains de ses dirigeants suffit à le désactiver à l'intérieur du pays. À l'étranger, son activité se concentra sur Paris, où ses manifestants organisèrent des manifestations de protestation à l'occasion de la visite de Primo de Rivera dans la capitale française le 14 juillet 1926. Avec les communistes français, ils publièrent deux manifestes intitulés Contre le fascisme et Pour la liberté.

### Les anarcho-syndicalistes
La dure répression à laquelle la dictature soumit la CNT — elle fut interdite en mai 1924 —, déclencha un débat interne parmi des syndicalistes comme Joan Peiró ou Ángel Pestaña, qui préconisaient de trouver des formules permettrant à la CNT d'agir dans la légalité, et les anarchistes « purs » comme Diego Abad de Santillán et Emilio López Arango, qui accusaient Peiró et Pestaña d'être des « réformistes » et défendaient « l'action directe » et le spontanéisme révolutionnaire des masses. Ces derniers trouvèrent un large soutien parmi les membres de la CNT exilés en France ; ils formèrent en février 1924 à Paris un Comité des relations anarchistes qui proposa d'attaquer l'État avec une « Armée révolutionnaire », raison pour laquelle ils furent les syndicalistes avec leur donnèrent le surnom moqueur d'« anarcho-bolcheviks. »

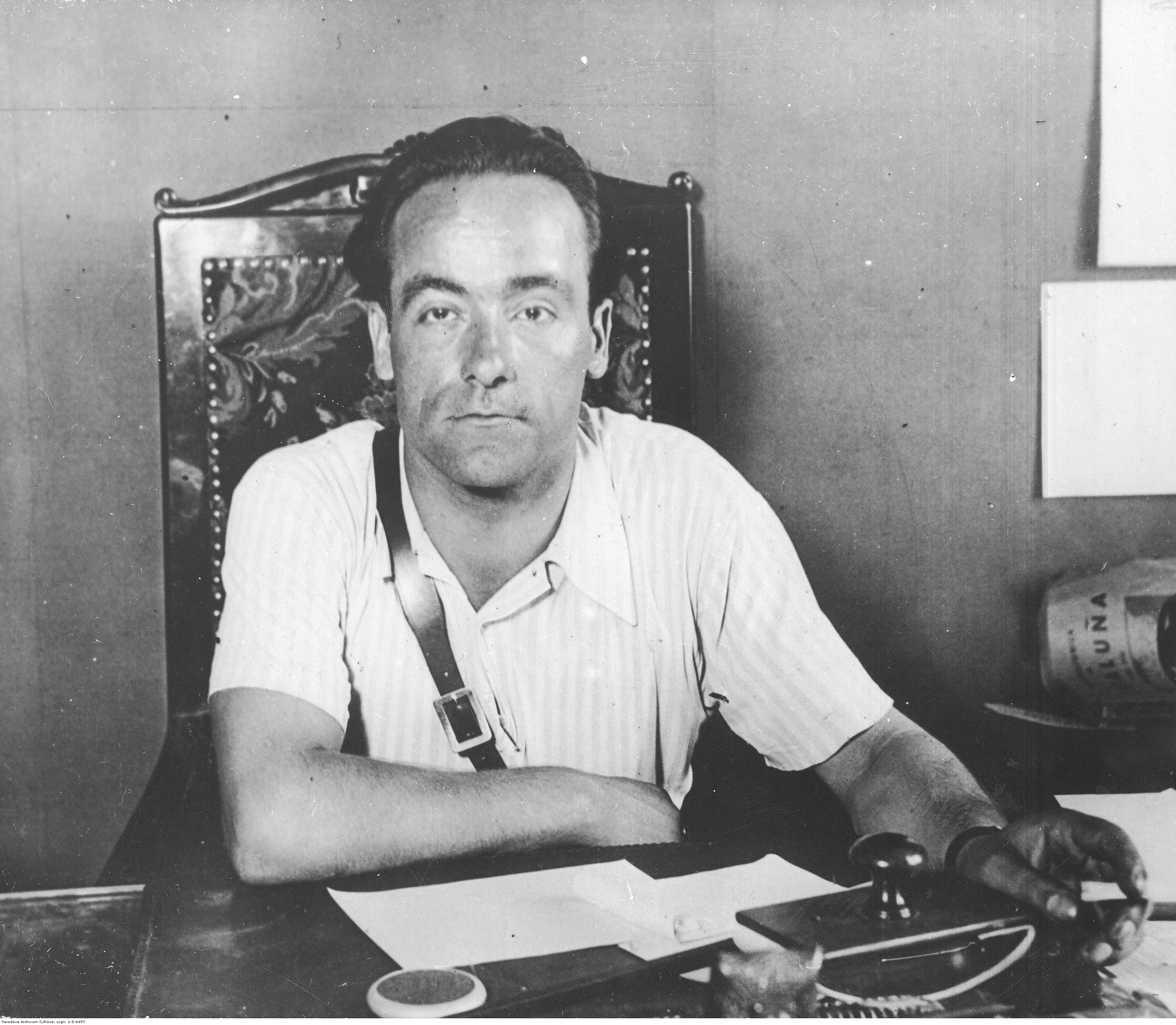
L'anarchiste Juan García Oliver en 1936 lorsqu'il était ministre de la Justice du gouvernement de la Seconde République au début de la guerre civile. Pendant la dictature de Primo de Rivera, il défendit « l'action directe » pour la renverser.

La première « action directe » fut une tentative d'invasion de l'Espagne depuis la France par Vera de Bidasoa (Navarre) et la frontière catalane, qui eut lieu début novembre 1924 et qui s'accompagna d'une tentative d'assaut la garnison de l'arsenal de Drassanes et des maîtres artilleurs de Barcelone. Les deux opérations échouèrent catégoriquement car il semble que la police espagnole en avait été informée. Le 7 novembre, à Vera de Bidasoa, un affrontement armé coûta la vie à deux gardes civils, un policier, trois insurgés, et trois autres personnes furent blessés. Quatorze révolutionnaires furent arrêtés ; les autres réussirent à fuir à Hendaye, où la Gendarmerie française arrêta vingt Espagnols et un Français. Le groupe qui devait envahir l'Espagne à travers la Catalogne, dirigé par Francisco Ascaso et Juan García Oliver, fut aussi intercepté par la Gendarmerie, alertée par la police espagnole. Lorsqu'ils tentaient de traverser la frontière, 22 insurgés furent arrêtés, tandis que les autres réussirent à s'échapper. Les dirigeants anarchistes qui parvinrent à fuir quittèrent la France et cherchèrent refuge en Belgique ou en Amérique latine. Cette dernière fut la destination de Francisco Ascaso et Buenaventura Durruti — Los Errantes, « Les Errants » —, où ils développèrent un vaste travail de propagande anarchiste combiné à de multiples actions violentes et délits de droit commun,.
L'échec de la tentative de Vera de Bidasoa ouvrit le débat sur la participation de la CNT aux conspirations politiques visant à renverser la dictature, ce qui creusa les écarts entre syndicalistes et anarchistes « purs ». Lors de la première discussion qui eut lieu au Congrès national clandestin tenu à Barcelone en avril 1925, les premiers l'emportèrent, leur proposition de collaboration « avec toutes les forces tendant à détruire le régime actuel par des moyens violents » étant approuvée, avec toutefois une réserve : que « ces pactes n'impliquent pas que des engagements de quelque nature que ce soit soient pris pour limiter la portée et le développement de la révolution ». Le résultat de cet accord fut l'entrée de la CNT dans la Libre Alliance créée par le leader catalan Francesc Macià et qui organiserait le complot frustré de Prats de Molló (es).

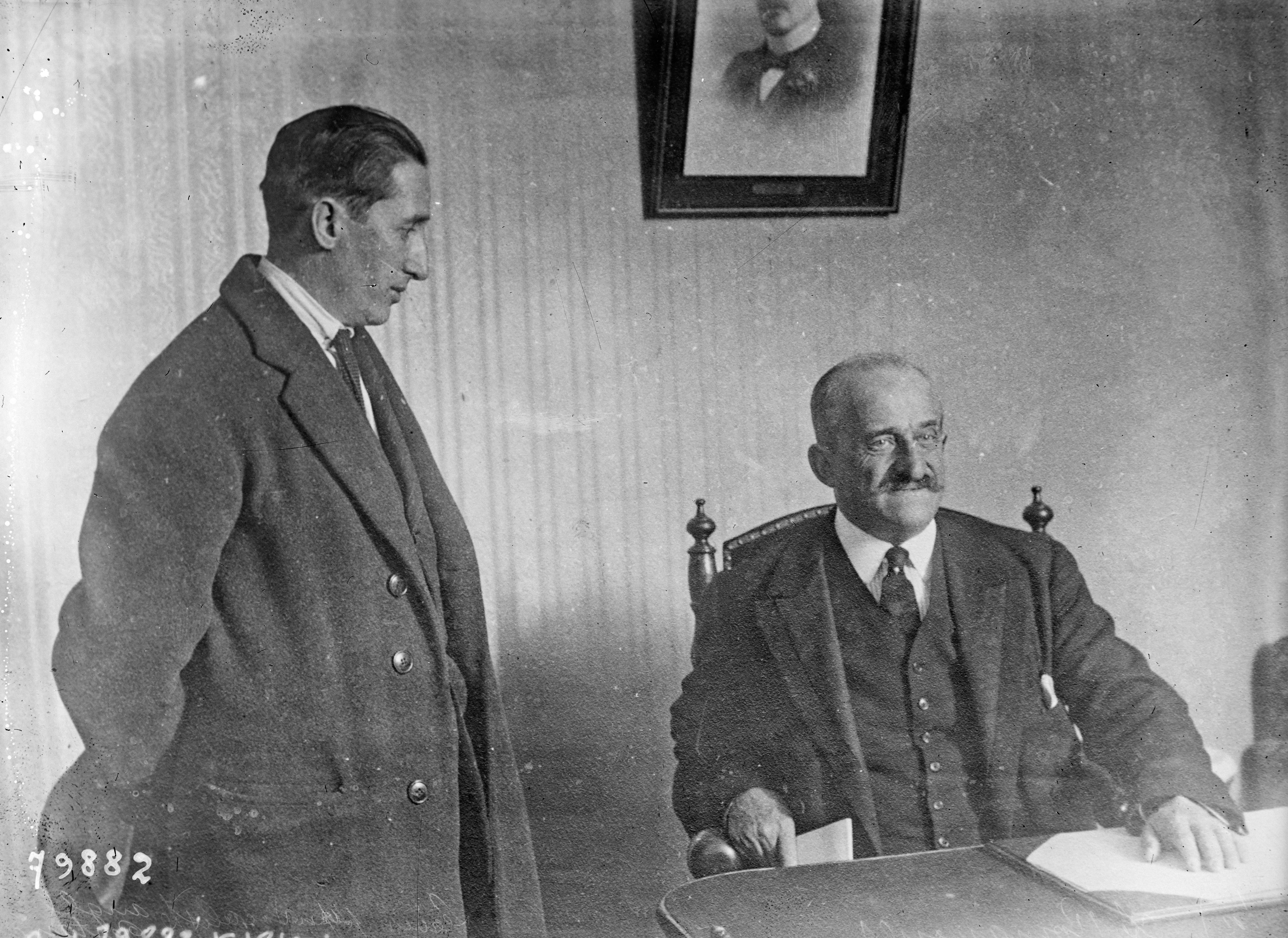
Ángel Pestaña, défenseur de la « voie unioniste », en 1922 avec le libéral Romanones (à droite).

En 1927, la rupture du secteur syndicaliste commença lorsque Ángel Pestaña proposa, comme moyen de revenir à la légalité, de participer aux élections des commissions paritaires de l'Organisation corporative nationale (OCN) nouvellement créée par la dictature, dans laquelle la représentation ouvrière était prise en charge par l'UGT, mais La proposition fut rejetée par la majorité dirigée par Joan Peiró, car elle rompait avec les principes « apolitiques » qui définissaient la CNT depuis sa fondation. La rupture entre Peiró et Pestaña fut consommée lorsque ce dernier fonda à Barcelone en octobre 1929 une Union locale de syndicats et d'associations ouvrières située hors de la Fédération locale des syndicats uniques de Barcelone de la CNT, et se rapprocha de plus des nationalistes et républicains catalans pour former un front anti-dictatorial. La rupture ne dura pas longtemps car la démission de Primo de Rivera en janvier 1930 empêcha l'organisation de Pestaña de participer à l'OCN, et ainsi en mars lui et Peiró se réconcilièrent.
La fracture dans le secteur syndicaliste mena à un essor du secteur anarchiste « pur » qui défendait une coordination organique entre la CNT et les organisations anarchistes. Diego Abad de Santillán, dans son ouvrage Anarchisme dans le mouvement ouvrier (1925), proposa de recourir à la tactique du «trabazón» (l'« assemblage ») appliquée par le FORA argentin, qui consistait en la création d'organes de liaison entre les syndicats ouvriers et les groupes spécifiquement anarchistes, pour assurer la prédominance libertaire au sein de la CNT. En Espagne, le trabnazón fut mis en œuvre par la Fédération Anarchiste Ibérique (FAI).
La FAI, fondée à Valence entre le 24 et le 26 juillet 1927, était issue de la fusion de l'Uniâo Anarquista Portuguesa, de la Fédération nationale des groupes anarchistes d'Espagne et de la Fédération des groupes anarchistes de langue espagnole, fondée en France pour l'organisation des membres exilés de la CNT. La FAI préconisait l'établissement de formes de représentation organique dans les instances dirigeantes de la CNT — le trabazón — pour assurer le caractère anarcho-syndicaliste de la Confédération. Selon l'historien Eduardo González Calleja, « l'objectif déclaré était de faire de la FAI l'avant-garde inspiratrice du syndicat », si bien que « ses membres agissaient comme des militants de choc, et se réunissaient en « groupes d'affinité » de trois à dix membres, organisés à une échelle fédérale parallèle à la CNT, avec laquelle ils se coordonnaient à travers les comités de relations et les comités d'action paritaires [CNT-FAI]. »
Suivant la méthode du trabazón, la FAI contrôlait le Comité d'action de la CNT basé à Badalone, qui entra en conflit avec le Comité national présidé par Peiró basé à Mataró, car la FAI proposait de lancer un mouvement insurrectionnel seule, avec le soutien de certains militaires partageant les mêmes idées, comme le capitaine Fermín Galán, tandis que le Comité national prônait la participation à la conspiration dirigée par le conservateur José Sánchez Guerra et qui aboutirait à la tentative de coup d'État de janvier 1929. L'échec du coup d'État contraignit le Comité national à démissionner ; il fut remplacé par un Comité national officieux formé par Pestaña.

## Réponse de la dictature: montée de la répression

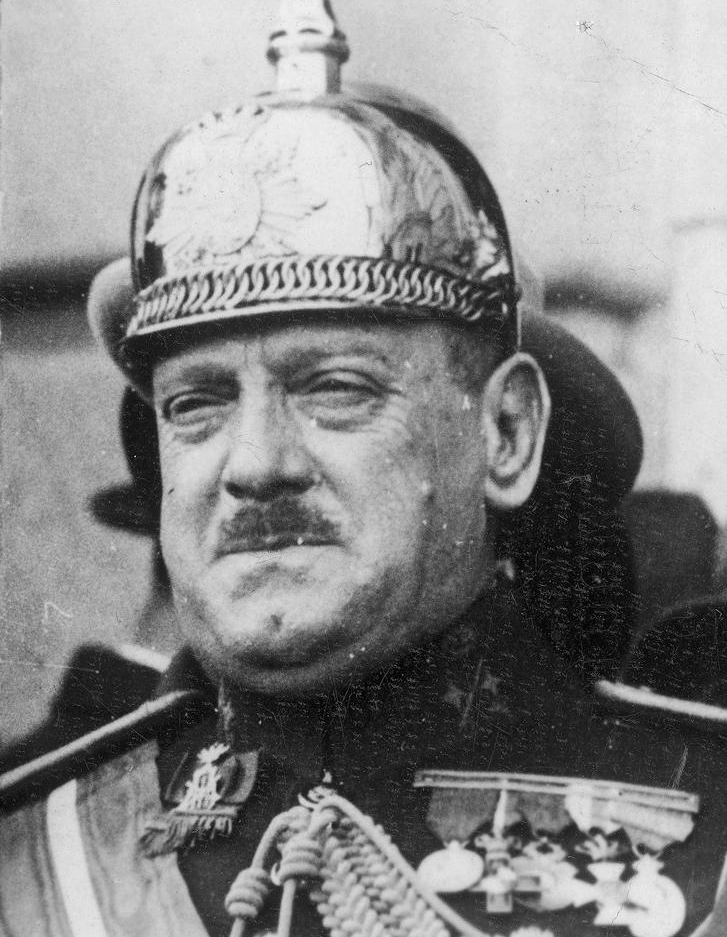
Le général Severiano Martínez Anido, ministre de l'Intérieur et bras droit de Primo de Rivera, dirigea la politique répressive du régime, appliquant les mêmes méthodes violentes que celles qu'il avait utilisées pendant la « guerre sociale » en Catalogne (1919-1923) de sa position de gouverneur civil de Barcelone.

La dictature procéda à une restructuration et à une extension du service de police, dont le budget augmenta considérablement, et accorda une attention particulière à l'action policière à l'étranger, coordonnée par l'ambassadeur à Paris, étant donné que la majorité des exilés et réfugiés espagnols vivaient en France. L'ambassadeur José María Quiñones de León, en plus de faire pression sur les autorités françaises pour qu'elles les déportent, notamment Francesc Macià, et d'obtenir la collaboration de la Sûreté, créa un bureau de propagande à Paris.
Après la Sanjuanada, un décret royal publié le 3 juillet 1926 accorda au dictateur des pouvoirs discrétionnaires pour imposer « les sanctions qui relèvent de ses facultés et me proposer celles qui les dépassent, y compris l'exil et les déportations qu'il jugera nécessaires, quelle que soit leur nombre et la qualité des personnes qui le mériteront », sans autre limite que « celle qu'indiqueont les circonstances et le bien du pays et lui inspireront sa droiture et son patriotisme ». Le décret 
etablissait également que les personnes sanctionnées ne pouvaient pas faire appel devant les tribunaux.
Le 17 juin 1928, un autre décret royal imposa l'octroi préalable de l'autorisation de l'autorité gouvernementale pour organiser des événements politiques, qui donna suite à des confinements arbitraires, des amendes exorbitantes et des violations du secret de la correspondance.
Le nouveau Code pénal approuvé en septembre 1928 (qui fut abrogé sous la République) incluait les grèves et arrêts de travail dans le délit de rébellion et considérait l'agression de membres du Somatén comme un attentat à l'autorité, même s'ils n'étaient pas en situation de service.

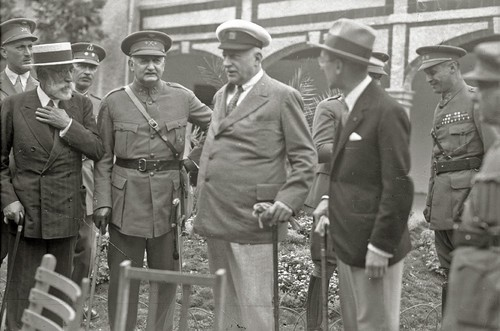
Primo de Rivera à Saint-Sébastien en 1927.

Le 22 décembre 1928, les derniers obstacles juridiques au contrôle total du pouvoir judiciaire furent levés. Dès lors, le Directoire civil put « scinder, licencier, suspendre ou transférer des magistrats, des juges et des fonctionnaires judiciaires sans avoir besoin d'enquête ni de rapport préalable, et sans possibilité de recours ou d'appel ».
Après l'échec du coup d'État dirigé par Sánchez Guerra en janvier 1929, le Directoire civil durcit les mesures répressives. Quelques jours plus tard, le 4 février, il créait un Tribunal spécial lié à la Direction générale de la sécurité, qui remettait virtuellement le pouvoir judiciaire dans les mains du gouvernement. Le Tribunal serait présidée par un juge militaire, mènerait des enquêtes affectant la sécurité de l'État et pourrait ouvrir des enquêtes rapides pour les délits de conspiration, de rébellion, etc., ce qui signifiait en pratique que le gouvernement pourrait, par exemple, suspendre l'emploi et le salaire de fonctionnaires hostiles au régime. La création du Tribunal spécial fut accompagnée d'une circulaire de la présidence du gouvernement du 8 février par laquelle la police était habilitée à superviser des conversations ou actes susceptibles de conduire à des troubles de l'ordre public, le travail policier étant attribué à l'Union patriotique et au Somatén ; la circulaire prévoyait également des amendes gouvernementales pouvant s'élever jusqu'à 25 000 pesetas et des détentions de quatorze jours à « toute personne qui, dans un lieu public, présage des maux au pays ou censure, à des fins de diffamation ou d'atteinte à l'autorité et au prestige, les ministres de la Couronne ou les hautes autorités. » De même, un registre des fonctionnaires serait créé, dans lequel figureraient notamment ceux qui, « avec publicité et scandale, se manifestent comme des ennemis du régime et cherchent à le discréditer et à le ruiner. » Enfin, la censure de la presse devint encore plus restrictive, avec l'interdiction expresse toute forme de critique de la gestion du gouvernement et l'obligation pour les journaux d'inclure les « notes officieuses » du Directoire.
En avril 1929 fut discuté un projet de loi sur l'ordre public qui élargissait les pouvoirs discrétionnaires du gouvernement jusqu'à supprimer les garanties constitutionnelles, procéder à des arrestations et des perquisitions sans mandat judiciaire, ainsi qu'à l'expulsion d'étrangers dangereux, et déclarer l'état de guerre. Le roi s'opposa à cette réforme, ce qui précipita le départ du dictateur en janvier de l'année suivante. »

## Détérioration progressive des relations avec le roi

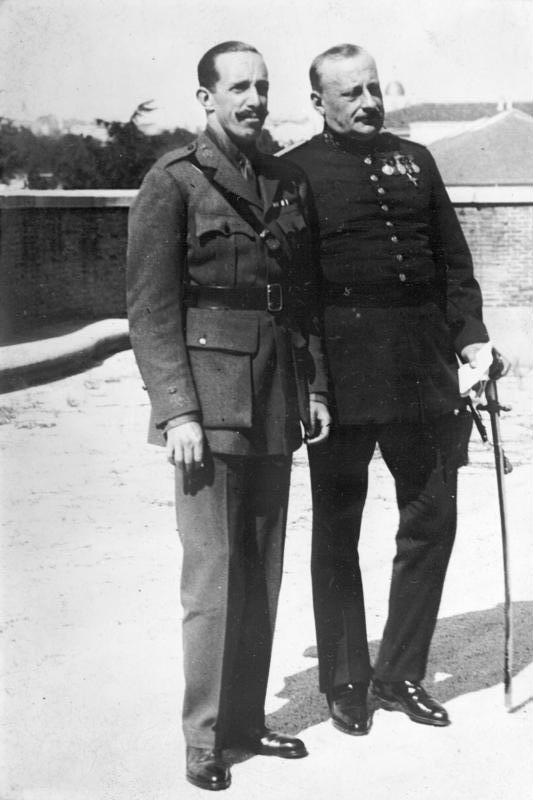
Le roi Alphonse XIII et le dictateur Miguel Primo de Rivera. Les relations entre les deux se détériorèrent à partir de 1927.

La fin de la dictature fut en grande part conditionnée par les tensions entre le roi et le dictateur. Selon Javier Moreno Luzón, « une fois passée l'euphorie régénératrice et impérialiste des premiers temps, [chez Alphonse XIII] s'est développée la nécessité de trouver une solution juridique à cet état d'exception. Ou, ce qui était la même chose, se diriger vers la normalité. » Selon José Luis Gómez-Navarro, les relations d'Alphonse XIII avec le régime et le dictateur connurent différentes étapes : une première qui s'étend jusqu'au début de 1924 durant laquelle le roi « est enthousiasmé par le régime dans lequel il voit la possibilité de réaliser ses pensées et ses désirs » ;  une seconde, depuis les premiers mois de 1924 jusqu'au début de 1926, au cours de laquelle le monarque continua à apporter « un soutien total au régime et à ses politiques les plus importantes », « bien que sans l'enthousiasme débordant initial » ;  une troisième, qui débute en décembre 1925, où Alphonse « continue de soutenir la dictature, mais sans défenses ardentes et enthousiastes, tout en marquant ses distances et en faisant doucement pression pour qu'il « rétablsse la normalité » » ; lors de la quatrième et dernière étape, le monarque entreprit de « se débarrasser du dictateur » après le coup d'État manqué de janvier 1929.
La première confrontation sérieuse entre Alphonse XIII et le général Primo de Rivera eut lieu en 1927 à l'occasion de la création de l'[[Assemblée nationale consultative|Assemblée nationale consultative (es)]], à laquelle le roi s'opposa tout d'abord, avant de finalement accepter et de signer le décret de convocation en septembre, après plus d'un an de forte réticence, conscient que cela représentait une rupture définitive avec la Constitution de 1876 qu'il avait juré de respecter et de faire respecter — d'où le surnom de « roi parjure » qui commençait à se répandre,,. « Dès lors et jusqu'au début de 1929, Alphonse XIII soutiendrait de manière « passive » la dictature, donnant lieu à un haut degré de complicité entre le monarque et le dictateur sur le plan idéologique, alors que simultanément se produisait une distanciation progressive sur le plan personnel. » La prise de distance du roi devint évidente le 13 septembre 1928, lorsqu'il n'assista pas à la commémoration massive du cinquième anniversaire du « mouvement » — le coup d'État — qui avait marqué le début de la dictature,.
Un nouvel antagonisme surgit lorsqu'au début de février 1929 le roi, conseillé par sa mère Marie-Christine d'Autriche. s'opposa à la signature du décret qui accordait des pouvoirs extraordinaires au gouvernement, au Somatén et au parti unique Union patriotique pour réprimer les activités « subversives » après le coup d'État manqué du mois précédent dirigé par Sánchez Guerra,. Trois jours après qu'il signa le décret, Marie-Christine mourut, ce qui affecta profondément le roi,,. Javier Tusell et Genoveva García Queipo de Llano soulignent, en revanche, que le coup d'État manqué avait donné au monarque « le sentiment définitif que la faiblesse du régime était évidente et que d'importantes questions se posaient sur l'avenir. Le dictateur pouvait risquer son destin politique, mais le Roi eut alors toutes les raisons de voir confirmés à partir de ce moment les dangers imminents que traversait sa Couronne. »

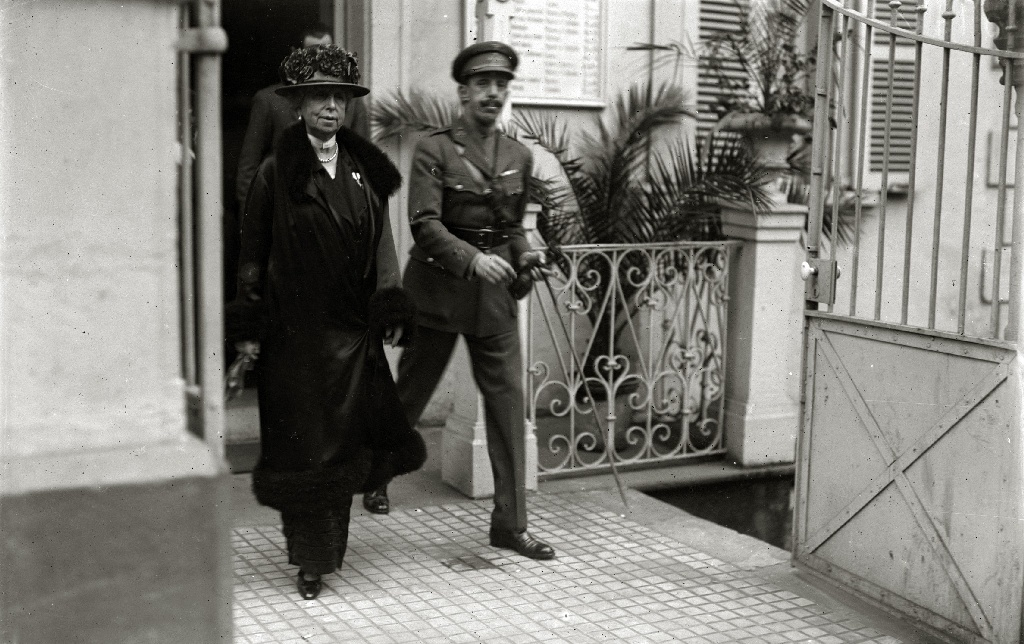
Alphonse XIII avec sa mère Marie-Christine d'Autriche en 1924. Celle-ci conseilla à plusieurs reprises son fils sur des thèmes politiques. Sa mort, le 6 février 1929, fut un coup dur pour le roi.

Seulement deux semaines plus tard eut lieu une nouvelle confrontation entre les deux homme se produisit  lorsque le roi s'opposa à la dissolution du corps d'artillerie et à l'application de sanctions sévères à ses chefs et officiers, qui s'étaient opposés à Primo de Rivera sur la question des promotions. Après une âpre discussion au Conseil des ministres présidé par le monarque, celui-ci fit se montra de nouveau transigeant et signa le décret du 19 février 1929,. « Une fois de plus, l'affrontement se soldait par la victoire de Primo. Cependant, les relations entre les deux étaient de plus en plus ténues, au point que le roi commença à penser que le dictateur n'avait ni le soutien de l'armée ni celui de l'opinion populaire [...] Pour couronner le tout, l'acquittement de Sánchez Guerra par un tribunal militaire donnait l'idée que certains secteurs de l'armée ne soutenaient plus la dictature. Tout cela dut convaincre le roi de l’opportunité de se débarrasser du dictateur. »
«À l'automne 1929, le régime dictatorial avait clairement montré son incapacité à remplir les deux conditions pour lesquelles le roi le soutenait. Tout d’abord, il avait cessé d’être un gouvernement fort. Les problèmes d'ordre public se poursuivent ( soulèvements à Ciudad Real et Valence, nouveaux conflits étudiants, etc.). Mais en deuxième lieu, le gouvernement semblait incapable de s'entendre sur le projet de nouvelle Constitution et sur les modalités de son approbation. Le roi, conscient que Primo et son régime avaient de moins en moins de soutien dans l'armée et dans l'opinion publique, retira son soutien. L'ambassadeur britannique informait son gouvernement fin 1929 : « Le seul pouvoir substantiel dans lequel le pays n'a pas été annulé, celui du roi, augmente dans la même mesure que celui du dictateur diminue.

## Effondrement final

### Août 1929 - janvier 1930
Selon Javier Tusell et Genoveva García Queipo de Llano, « le déclin final du régime dictatorial remonte à l'été 1929. » En août, face aux vives critiques que recevait le projet de Constitution présenté le mois précédent par l’Assemblée nationale consultative,,, Primo de Rivera, à qui le projet ne plaisait guère non plus,, proposa de débattre d'une sortie consensuelle à la dictature au sein de l'Assemblée, à laquelle il demanda d'incorporer des personnalités de la « vieille politique », des représentants des Académies royales, des universités et des barreaux, et de l'UGT, mais tous refusèrent de participer, ce qui, selon Eduardo González Calleja, « brisa tous les ponts pour une solution institutionnelle de la dictature » et accéléra  « la crise terminale du régime. » En remettant en cause le projet de Constitution, « Primo mettait son régime dans une impasse. »
En octobre, l'annonce de l'absolution de Sánchez Guerra par un tribunal militaire pour la direction qu'il avait exercée du coup d'État de janvier, avec l'argument que ses actions étaient légales parce qu'elles étaient dirigées contre un régime illicite,, suscita la fureur du dictateur. « Il connaissait le tort que l'acquittement de Sánchez Guerra avait causé à son régime aux yeux de larges secteurs de l'opinion publique, en démontrant que le marquis d'Estella était incapable de punir ceux qui se révoltaient contre la dictature. Pour mettre fin à l'image de faiblesse, le dictateur déclara alors qu'il resterait au pouvoir jusqu'à l'achèvement de son « œuvre. » Dans une note officielle, il affirma exclure de se fixer des délais et suspendait « la marche vers la normalisation. »  Cette « décision qui exonéra Sánchez Guerra de toute responsabilité dans son soulèvement » « rendait le régime illégitime. »
Selon Shlomo Ben-Ami, « les derniers mois de la dictature furent l'agonie d'un dictateur désemparé ». « Dépassé par les difficultés qui s'accumulaient, le dictateur perdit définitivement confiance en lui et, par conséquent, forma une série de projets de transition confus et souvent contradictoires », mais "aucun ne trouva d'accueil favorable. » Son objectif était de « transmettre le pouvoir de manière ordonnée » et de « respecter l'héritage et les institutions de la dictature. » « L'effondrement de la dictature n'aurait pas eu lieu sans sa propre confusion stratégique, à laquelle s'ajouta, dans la dernière ligne droite, le désir pur et simple, presque physique, de Primo à Rivera d'abandonner le pouvoir de quelque manière que ce soit. » Toutefois, « le dictateur ne spécifia jamais quand se produirait son départ. » Aussi tard que le 26 novembre, il déclarait que « le moment n'était pas encore venu » ; « ce serait faiblesse et désertion impropre des hommes qui avaient accepté de gouverner dans des conditions très difficiles [...] que de se laisser impressionner et déprimer par des ragots clandestins émanant de secteurs mécontents, obstinés dans la rébellion, qui ne représentent ni en quantité ni en qualité un centième du peuple espagnol. ». Alejandro Quiroga souligne : « Maintenant, contrairement aux années précédentes, la possibilité que Primo abandonnât le pouvoir commença à devenir plus réelle en 1929, simplement parce que le diabète dont souffrait le dictateur s'aggrava. »

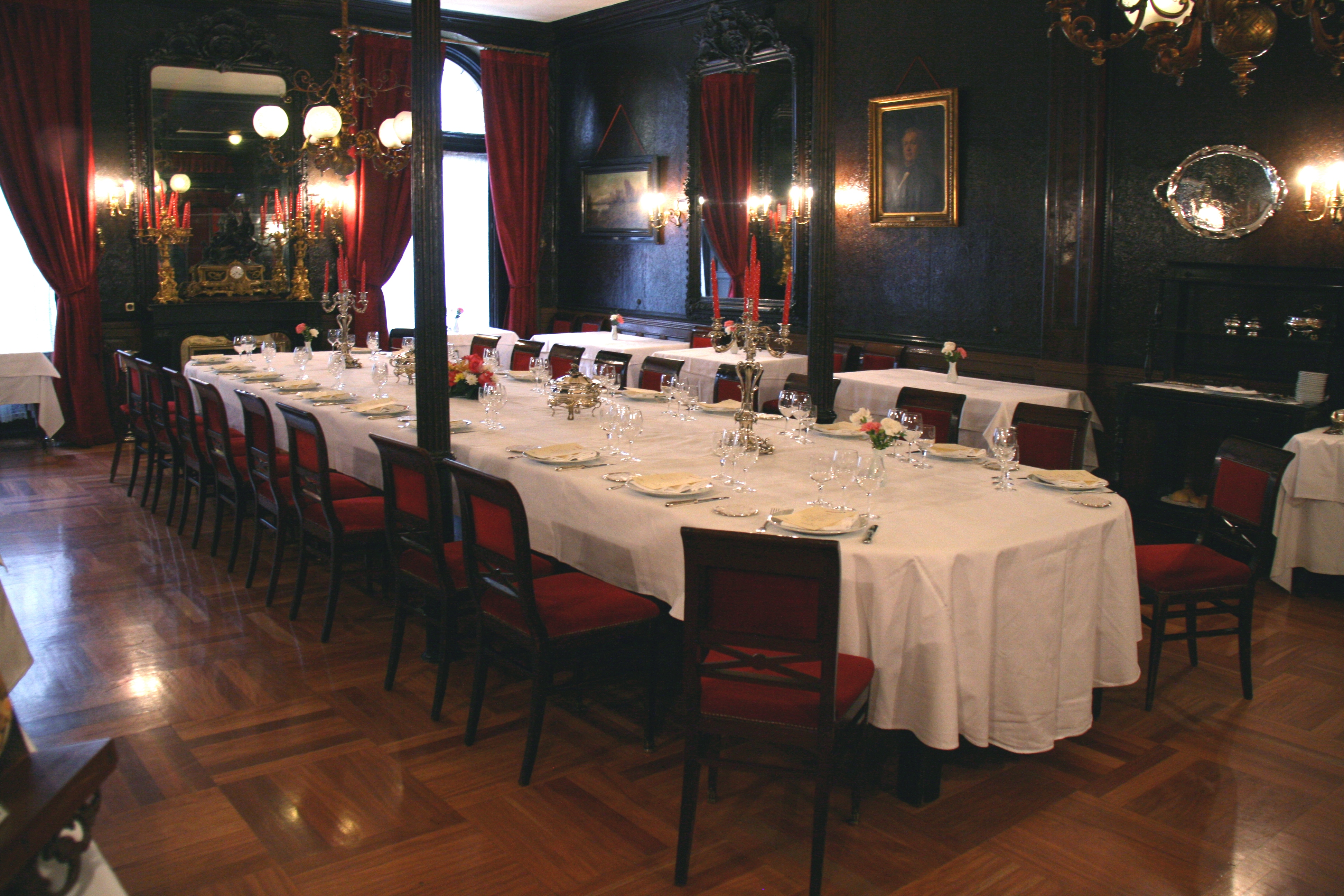
Salon du restaurant Lhardy où Primo de Rivera rencontra son gouvernement début décembre 1929 pour s'accorder sur le plan de transition qui porterait le nom du restaurant, situé sur la Carrera de San Jerónimo à Madrid.

Son dernier plan de transition fut débattu lors d'un dîner de travail gouvernemental, auquel participaa également le président de l'Assemblée nationale consultative José Yanguas Messia, organisé au restaurant Lhardy le 3 décembre en commémoration du quatrième anniversaire de la constitution du Directoire civil. Là, Primo de Rivera confirma son intention de proposer au roi la nomination d'un gouvernement de transition, qui ne serait « ni dictatorial ni constitutionnel », présidé par un civil de droite, qui pourrait être le comte Guadalhorce, bien qu'il n'exclût pas de se maintenir au pouvoir,,. Primo leur expliqua son plan « qui prévoyait la réouverture de l'Assemblée nationale en janvier, la célébration rapide d'élections municipales, qui seraient suivies d'élections provinciales, avec la certitude que l'Union patriotique gagnerait dans les deux cas, et à l'automne 1930 d'autres. élections pour la formation d'un Parlement monocaméral semi-corporatif. » Le projet filtra dans la presse, ouvrant un débat sur le moment où le dictateur partirait, ce qui déplut absolument à ce dernier, qui déclara qu'il resterait à son poste « quoi qu'il en coûte » jusqu'à ce que fût rétablie une situation « sérieuse et rassurante. »
En pleine polémique, un banquet eut lieu dans la nuit du 7 décembre, veille de la fête de la sainte patronne de l'infanterie, présidé par le roi et Primo de Rivera, au cours duquel les soldats présents traitèrent le dictateur avec froideur, ce qui « ne passa pas inaperçu auprès d'Alphonse XIII, qui comprit que la dictature avait perdu une grande partie du soutien de l'Armée et de l'opinion publique », ainsi qu'auprès de Primo de Rivera. « Le roi eut alors recours aux anciens hommes politiques pour chercher un remplaçant au marquis d'Estella, mais ils refusèrent de proposer une solution sans une convocation préalable des Cortes. »
Le 31 décembre 1929, le Conseil des Ministres présidé par le roi débatit du « plan Lhardy », mais le roi « demanda quelques jours de réflexion [...], ce qui supposa un retrait tacite de la confiance royale et l'ouverture officielle de la crise finale du régime. » José Calvo Sotelo, ministre des Finances, écrivit plus tard : « Ce jour-là, la condamnation à mort de la dictature avait été signée,,,. » Lors de la réunion du Conseil des ministres, le roi « ne put s'empêcher de constater qu'il se trouvait face à un gouvernement incohérent, dirigé par un dictateur déconcerté, qui lui présentait un plan fait de raffistolages. Le monarque remarqua également que, malgré la solidarité de façade qu'ils essayaient de présenter, les ministres ne soutenaient pas le projet de Lhardy ou, à tout le moins, étaient divisés à son sujet. »
Après le conseil des ministres avec le roi, Primo de Rivera déclara :

« Les classes aristocratiques [...] me détestent [...]. Les conservateurs refusent de se rallier à la dictature [...]. Ceux qui ont le plus d'affinités avec l'Église ne [l']assistent pas non plus [...] et n'applaudissent pas ses desseins [...]. Et les banques et les industries parce qu'elles paient [...] plus strictement les tributs [...], la classe patronale parce que la dictature s'intéresse à ce que l'ouvrier ne manque pas de lois de prévoyance ni de justice sociale [...], les fonctionnaires (parce qu'on exige d'eux plus de ponctualité) [...], ainsi que d'autres secteurs [...], n'appuient pas chaleureusement la dictature [...], ils se joignent inconscients à ceux qui disent qu'elle est déjà vieille, qu'elle est épuisée. »

Aux alentours des mêmes dates, une conspiration militaire se dessinait pour renverser la dictature, avec pour épicentre l'Andalousie et se développant presque au grand jour. La conspiration était dirigée par le même comité constitutionnaliste, présidé par Miguel Villanueva, qui avait organisé la tentative de coup d'État de janvier 1929. Ils avaient le soutien du général Manuel Goded, gouverneur militaire de Cadix, qui était disposé à une « répétition de la marche d'Alcolea » et qui devait commencer à Cadix le 15 février, ainsi que l'assentiment du roi, qui « avait fini par comprendre que se débarrasser de Primo le plus rapidement possible était la seule chance dont il disposait pour sauver sa propre situation et celle de la monarchie. » En effet, le 18 janvier, l'infant Charles de Bourbon, capitaine général d'Andalousie et bon ami du général Goded, demanda à son cousin de congédier Primo de Rivera — et celui-ci demanda à son tour au roi d'accepter son départ car il le considérait complice de la « conspiration andalouse » —, ce qu'Alphonse XIII refusa de faire,,. » Le fils du comte de Romanones mandaté par son père dit la même chose au roi, afin de couper court au coup d'État qui se préparait et dont les conséquences étaient imprévisibles.
Le 21 janvier démissionnit le ministre des Finances José Calvo Sotelo en raison de l'échec retentissant de sa politique monétaire et financière. Primo de Rivera le remplaça par le comte des Andes, homme de confiance du roi, essayant par là de regagner le soutien du monarque, sans y parvenir. Le lendemain, une nouvelle grève éclata dans toutes les universités, avec un caractère nettement républicain, et soutenue par les syndicats,. Trois jours plus tard, le 25 janvier à 21h30, Primo de Rivera déclara aux journalistes qu'il avait convoqués à son bureau : « Je vous assure que ce à quoi je ne suis pas disposé, c'est qu'on me retire mon pouvoir, plus que tout, et avant toute autre considération, à cause du symptôme de décomposition anarchique que cela révélerait. » Quelques heures plus tard, il adressa une consultation à l'Armée et à la Marine au sujet de sa continuité au pouvoir. À ce moment-là, Primo de Rivera savait que l'insurrection que le général Goded allait mener avait été avancée au 28 janvier, ou entre le 5 et le 8 février.

### Dimanche 26 janvier

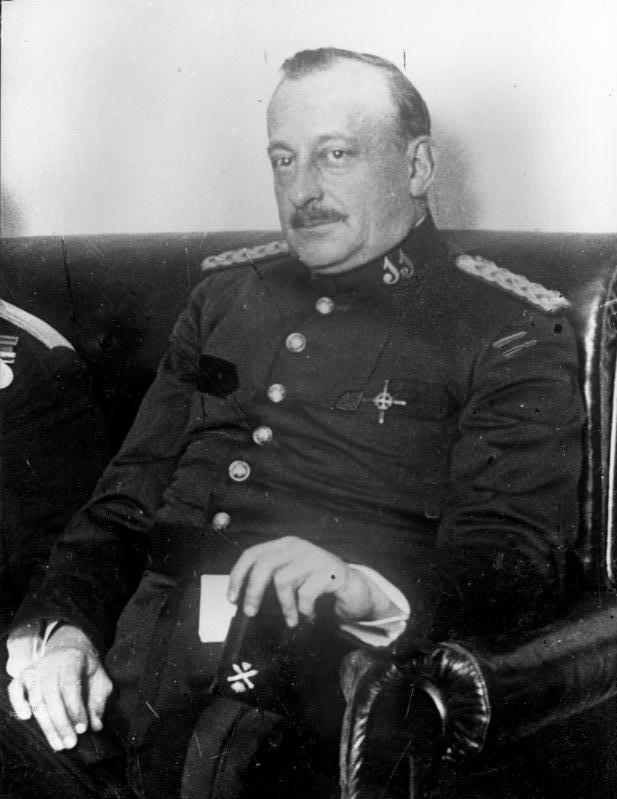
Primo de Rivera vers 1930.

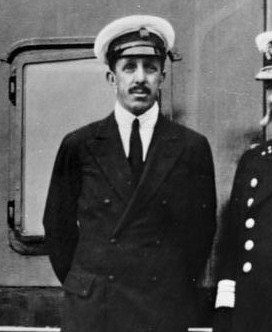
Alphonse XIII en 1930.

Le 26 janvier 1930, Primo de Rivera fit une dernière tentative pour arrêter le coup d'État qui se préparait contre lui et dont Goded avait avancé la date, et pour faire face à la pression du roi pour qu'il se retira. Ce jour-là, il annonça via une « note officieuse » qu'il allait consulter les 10 capitaines généraux, les chefs des trois départements maritimes et des forces marocaines et les directeurs de la Garde Civile, des Carabiniers et des Invalides, afin qu'ils évaluent le travail de la dictature et pour qu'avec leur autorité ils puissent régler les « intrigues hautes et basses » qui étaient alors en gestation. Ils devaient procéder à une « brève, discrète et réservée exploration » auprès de leurs chefs d'unités et de services pour les informer s'ils continuaient de « mériter la confiance et la bonne opinion de l'Armée et de la Marine. » Si la réponse était négative, Primo rendrait « les pouvoirs de chef de la dictature et du gouvernement » au monarque,,,.
Selon Eduardo González Calleja, « la fameuse enquête auprès de l'Armée fut un faux pas à plusieurs égards. Premièrement, il s'agissait d'une reconnaissance tacite du fait que la légitimité ultime du régime résidait dans l'Armée, et non dans de fantomatiques plébiscites populaires ou fictions pseudo-parlementaires. En second lieu, elle plaçait les forces armées, assaillies par une grave crise de discipline interne devant la situation inconfortable de devoir juger du fonctionnement et de la licéité d'un régime qui avait survécu presque exclusivement grâce à son soutien institutionnel. Troisièmement, il s'agissait d'un dernier affront au roi, qui avait provoqué la crise de confiance, mais qui, comme en septembre 1923, se trouva mis devant un fait accompli qui annulait son pouvoir d'arbitrage, de fait disparu avec la rupture du consensus constitutionnel. » Comme l'affirme Shlomo Ben-Ami : « L'appel de Primo de Rivera aux généraux était une tentative impossible de contre-coup d'État, cette fois contre le roi. L'affirmation de Primo de Rivera selon laquelle l'opinion des militaires avait été la source de son élévation au pouvoir était un affront à la couronne et une violation du cadre politique dans lequel le souverain était la source suprême de pouvoir. » Une position partagé par Alejandro Quiroga — « Primo faisait appel directement au haut commandement de l'armée, qu'il reconnaissait comme la seule instance légitime de sa dictature, et retirait au roi son pouvoir de le destituer — et par Javier Moreno Luzón — « Cette manœuvre était intolérable pour don Alfonso, car en incluant une autre instance décisionnelle, il remettait en question la très libre prérogative royale.
Tandis qu'il attendait la réponse de ses homologues généraux, Primo de Rivera rencontra le roi vers trois heures de l'après-midi, mais l'on ignore ce dont il y fut question. Selon Alejandro Quiroga, il est probable que le dictateur « tentât de calmer la colère d'Alphonse XIII, qui réalisa parfaitement ce que supposait le mouvement du marquis d'Estella. Le monarque comprit que Primo menait un « coup » contre sa capacité à nommer et révoquer les ministres de son gouvernement. » Dans la nuit, Primo de Rivera écrivit un manifeste « Au peuple et à l'armée » qu'il ne publia jamais et dont le contenu ne fut connu que près d'un siècle plus tard, en 2016,. Dans le manifeste, il demandait que « le roi cesse de l'être et qu'il quitte immédiatement le pays avec sa famille » et « ensuite il sera nécessaire de proclamer la république et d'élever à sa présidence un homme bon, sage, impartial et empreint de justice que nous assistions loyalement, tous les espagnols, même ceux aux sentiments plus monarchistes et ayant les plus solides liens avec la famille royale. La patrie est au-dessus de tout. » « Avec ce roi, les anciens hommes politiques ne purent rien faire, pas plus que les futurs ne pourront, si je ne complète pas mon œuvre en débarrassant la vie politique espagnole de cet obstacle, » affirmait également le manifeste.

### Lundi 27 janvier
Le 27 janvier, Primo de Rivera reçut des réponses ambiguës de la part des capitaines généraux qui étaient dues, selon Shlomo Ben-Ami, à sa volonté d'éloigner l'Armée de la dictature, « un navire qui était en train de couler » et au fait que la plupart d'entre eux étaient amis du roi ou très loyaux envers lui en tant que souverain. Tous lui réitérèrent leur totale obéissance ainsi qu'au gouvernement en qui il aurait confiance. Le plus explicite dans la réponse fut le capitaine général de Catalogne, le général Emilio Barrera, proche collaborateur et ami personnel de Primo de Rivera, qui avait ouvertement critiqué la consultation, estimant qu'« elle a les connotations d'un autre coup d'État » (contre le roi). ), ajoutant ensuite que la constitution était synonyme de « faiblesse » et qu'elle « mêl[ait] l'armée aux questions politiques, dont elle doit se tenir à l'écart. » ; dans ce contexte, il considérait que « l’intervention de l’armée le 13 septembre avait été logique » et très différente de la situation d'alors,. Les seuls qui lui témoignèrent un soutien inconditionnel furent le général Sanjurjo, directeur général de la Garde civile, et le capitaine général des Îles Baléares Enrique Marzo Balaguer,.

### Mardi 28 janvier: démission de Primo de Rivera
Selon Shlomo Ben-Ami, Primo de Rivera n'était pas disposé à démissionner  malgré la réponse qu'il avait reçue de ses compagnons d'armes. Le roi chargea son homme de confiance et nouveau ministre des finances, le comte des Andes, de persuader le dictateur, mais finalement ce fut l'intervention du général Severiano Martínez Anido, ami de Primo et ministre de l'Intérieur, qui le convainquit de ne pas résister,. À 10h30 du matin, Primo de Rivera, accompagné de Martínez Anido, se rendit au Palais d'Orient et présenta sa démission au roi. Au cours de l'entretien, il suggéra à Alphonse XIII de nommer les généraux Martínez Anido, Emilio Barrera ou Dámaso Berenguer pour lui succéder à la tête de la présidence du gouvernement. Lorsqu'il quitta le palais, Primo de Rivera n'annonça pas aux journalistes sa démission et se limita à dire qu'un conseil des ministres aurait lieu dans l'après-midi. La démission ne fut pas officialisée et rendue publique qu'à 20h45 après une nouvelle visite au Palais. À son départ, Primo de Rivera annonça qu'il avait démissionné « pour des raisons personnelles et de santé » et qu'Alphonse XIII avait chargé « le général Dámaso Berenguer de former un gouvernement, un homme discret et réservé dans ses jugements, au caractère serein et très aimé dans le pays.,, »
Selon Genoveva García Queipo de Llano et Javier Tusell, la démission de Primo de Rivera était due à « son mauvais état de santé et [au] désir qu'il avait d'abandonner l'exercice de ses responsabilités,. » Ce constat n’est pas partagé par d’autres historiens comme Shlomo Ben-Ami ou Alejandro Quiroga. Ce dernier considère que la consultation des capitaines généraux « n'était pas une espèce de « suicide » politique intentionnel, mais plutôt un pari assez risqué pour se maintenir au pouvoir [...] Autre chose est que Primo de Rivera avait en réalité fait un mauvais calcul. »

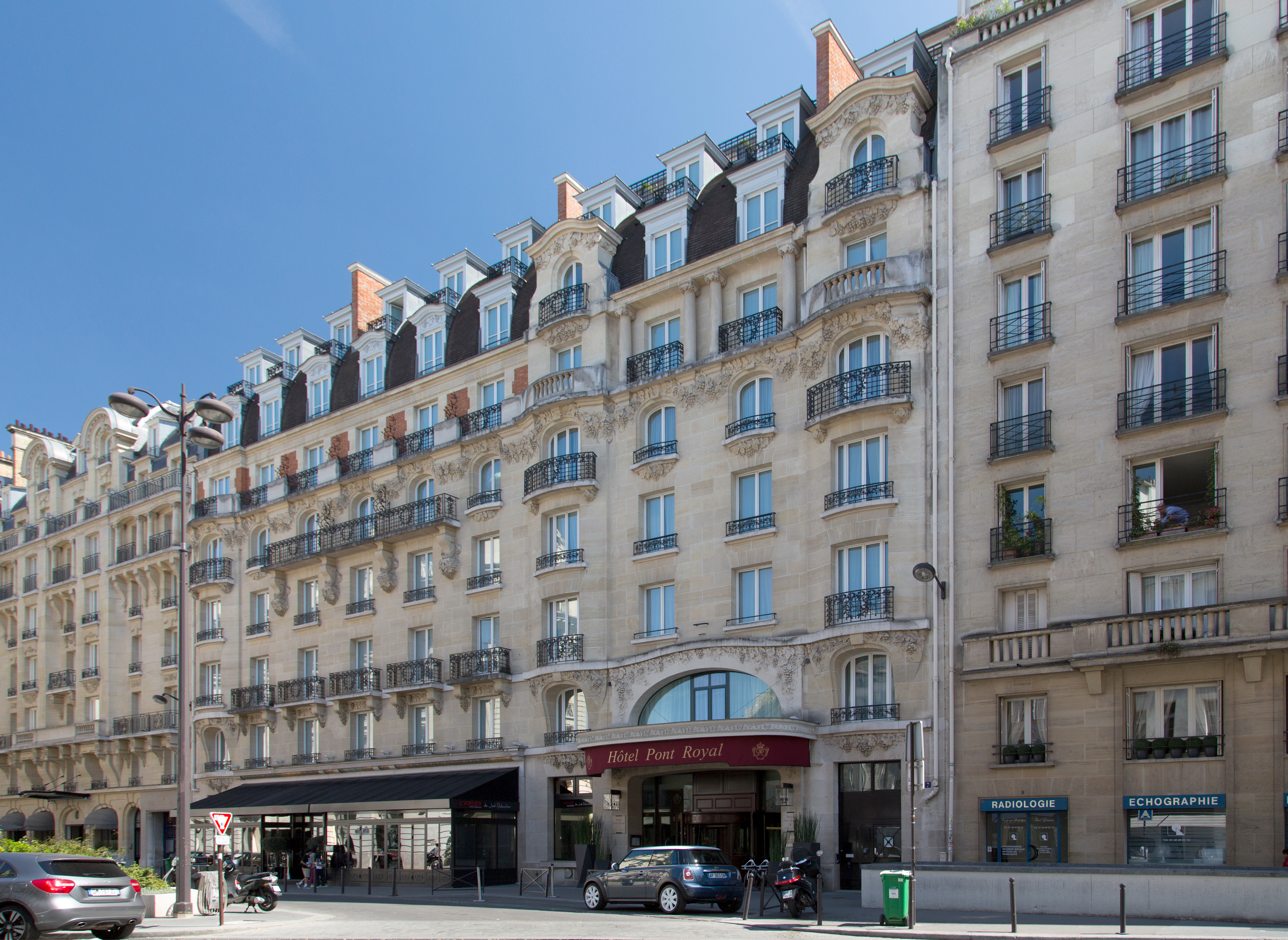
Façade principale de l'hôtel Pont Royal à Paris, situé dans le quartier Saint Germain-des-Prés, où le général Primo de Rivera mourut le dimanche 16 mars 1930.

Après sa démission, il quitta l'Espagne, passant par Barcelone où il rencontra son ami le capitaine général Emilio Barrera, à qui, selon les révélations d'Eduardo Aunós quatorze ans plus tard, il aurait proposé de diriger un coup d'État, ce que ce dernier aurait refusé. Peu après, il mourait à l'hôtel Pont Royal de Paris,. Selon Ángeles Barrio Alonso (es) :

« La sensation de frustration et d'abandon que Primo de Rivera a dû ressentir lorsque, après sa démission forcée en janvier 1930, il s'est rendu à Paris, a probablement accéléré sa mort, survenue deux mois plus tard dans la plus complète solitude. Ni lui ni ses collaborateurs les plus directs — parmi lesquels, outre Calvo Sotelo ou Aunós, il faudrait citer son propre fils, José Antonio Primo de Rivera — n'ont pu comprendre le peu de bienveillance des citoyens envers ce qu'ils considéraient comme un bilan très positif d'un régime qui aurait débarrassé l'Espagne du séparatisme, du syndicalisme, du déficit et de la guerre. »

Pour Alejandro Quiroga  : « Primo abandona l'Espagne meurtri et malade [...] il sentit que de nombreux secteurs sociaux ne reconnaissaient pas la, selon son opinion, grande œuvre qu'il avait réalisée pour l'Espagne, si bien qu'il était demeuré convaincu jusqu'à ses derniers jours que le peuple espagnol était avec lui. Les injustices et trahisons qu'il avait subies l'avaient transformé en un homme mélancolique et quelque peu aigri. »
« Alphonse XIII, qui était roi sans Constitution depuis six ans, nomma le général Dámaso Berenguer », — alors chef de sa maison militaire — « président du gouvernement dans le but de revenir à la normalité constitutionnelle ». « La nomination de Berenguer comme nouveau Premier ministre bafoua les attentes politiques des constitutionnalistes, basées sur la formation d'un cabinet présidé par José Sánchez Guerra, qui convoquerait des Cortes constituantes », alternative qui fut catégoriquement rejetée par le monarque, disposé à « aller de l'avant » et pas à reculer, car comme il le dit : « le premier jour de l'Assemblée Constituante serait le dernier de mon règne. »